# Karlstad

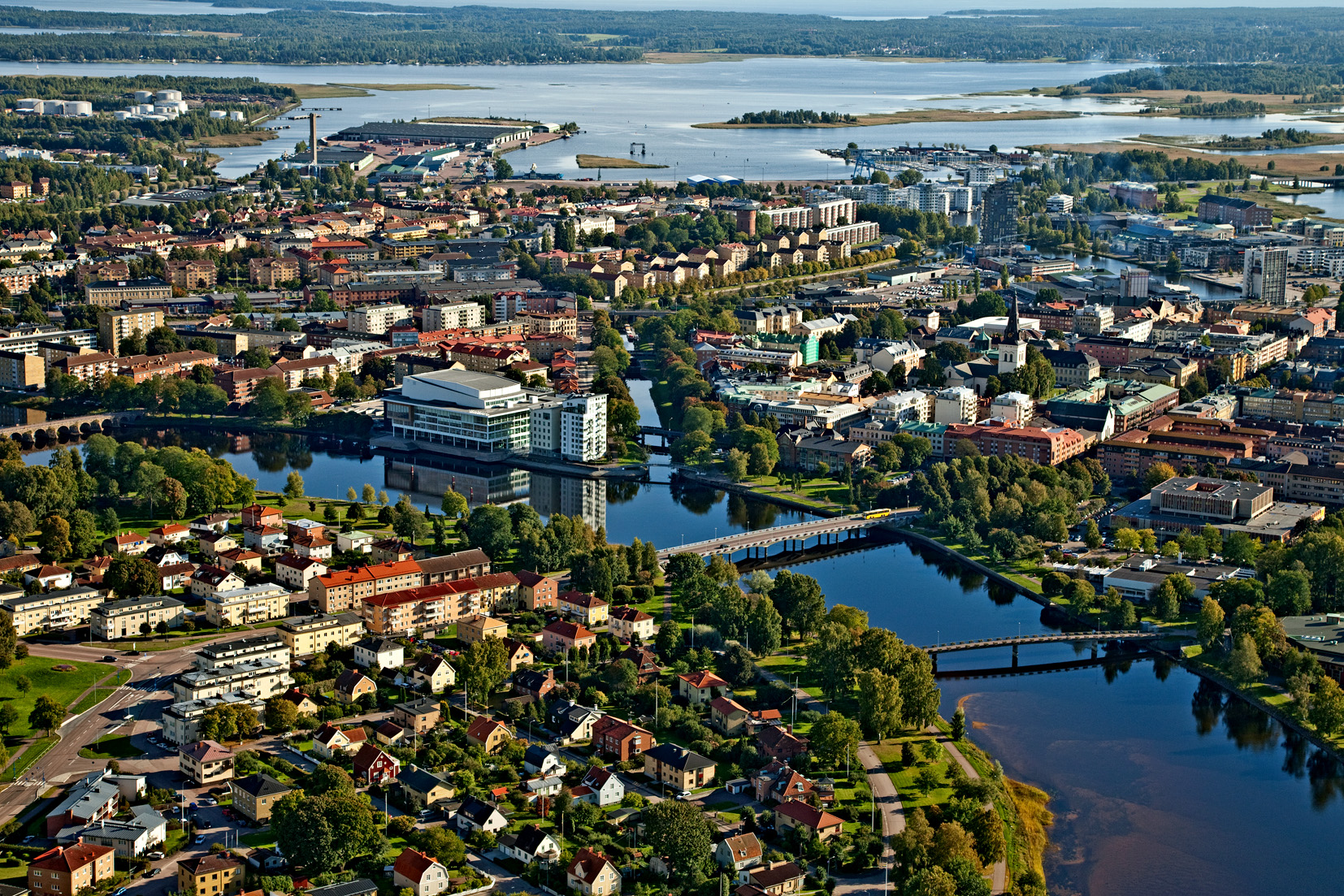
Luftbild von Karlstad

Karlstad [ˈkɑːɭstɑː(d)] ist eine schwedische Stadt in der historischen Provinz Värmland und die Residenzstadt der heutigen Provinz Värmlands län. Die 61.492 Einwohner zählende Stadt (2015) ist der Hauptort der Gemeinde Karlstad und Sitz des Bistums Karlstad der Schwedischen Kirche sowie seit 1999 Universitätsstadt. Karlstad ist Schwedens siebzehntgrößte Stadt.
Värmland ist als Dichterlandschaft bekannt und Karlstad beheimatete mehrere Kunstschaffende; einer der meistgeschätzten ist Gustav Fröding. Karlstads Symbol ist eine glückliche Sonne, bekannt durch die Sola i Karlstad. Der Legende nach war sie eine stets fröhliche Kellnerin in ihrem städtischen Außenwirtshaus, welche der Stadt einen sonnigen Ruf verlieh. Seit 1984 steht ihr zu Ehren vor dem Stadthotel eine Statue.

## Geographie
Karlstad befindet sich im südlichen Värmland, am nördlichen Ufer des Vänern und liegt im breiten Mündungsdelta des Klarälven. Die Stadt ist der Sitz der Gemeinde Karlstad, die an die Gemeinden Filipstad, Forshagas, Grums, Hagfors, Hammarö, Kil, Kristinehamn sowie Storfors grenzt und eine Seegrenze zur Gemeinde Säffle hat. Die bebaute Fläche bedeckte im Jahr 2010 laut dem Schwedischen Statistischen Büro 3001 Hektar, dies ergibt eine Bevölkerungsdichte von 2035 Einwohnern pro Quadratkilometer. Zwei weitere Städte (tätort) innerhalb der Gemeinde sind Alster und Skåre, dazu kommen kleinere Orte (småort) wie Dingelsundet, Edsgatan, Höja, Björby och Gräsås und Steffensminne. Diese umgebenden Orte liegen in einem Abstand von weniger als einem Kilometer zur städtischen Bebauungsgrenze. Ein bisschen weiter außerhalb (zwei bis drei Kilometer) befinden sich die Städte Skattkärr und Skoghall sowie Vidöåsen in der Hammarö-Gemeinde. Karlstad und die vier umliegenden Gemeinden Forshaga, Grums, Hammarö und Wedge bilden die Region Karlstad mit einer Bevölkerung von 133.207 Personen (2012).
Der größte Wasserlauf der Stadt ist der Klarälven, dieser mündet mit seinen acht Zweigen in Karlstad und dessen Umgebung in den Vänern. Direkt östlich der Stadt fließt neben dem Klarälven auch der Alster. Neben dem Vänern gibt es weitere größere Seen wie den Kroppkärrssjön, den Sundstatjärn und den Örsholmstjärn.

## Klima
Karlstad befindet sich im Bereich feucht-kontinentalen Klimas (nach Wladimir Köppen: Dfb).
|                       | Jan  | Feb  | Mär  | Apr  | Mai  | Jun  | Jul  | Aug  | Sep  | Okt | Nov  | Dez  |   |      |
| Mittl. Tagesmax. (°C) | −1,6 | −1,2 | 2,9  | 8,1  | 14,8 | 19,6 | 20,6 | 19,5 | 14,9 | 9,7 | 3,9  | 0,0  | ⌀ | 9,3  |
| Mittl. Tagesmin. (°C) | −8,0 | −8,4 | −5,2 | −0,8 | 4,8  | 9,5  | 11,4 | 10,5 | 6,9  | 3,3 | −1,8 | −6,3 | ⌀ | 1,4  |
|                       |      |      |      |      |      |      |      |      |      |     |      |      |   |      |
| Niederschlag (mm)     | 43   | 31   | 37   | 37   | 42   | 53   | 62   | 73   | 70   | 67  | 71   | 48   | Σ | 634  |
|                       |      |      |      |      |      |      |      |      |      |     |      |      |   |      |
| Sonnenstunden (h/d)   | 1,5  | 2,7  | 4,3  | 6,0  | 7,9  | 9,5  | 8,5  | 7,3  | 5,1  | 3,0 | 1,9  | 1,4  | ⌀ | 4,9  |
|                       |      |      |      |      |      |      |      |      |      |     |      |      |   |      |
| Regentage (d)         | 9    | 6    | 8    | 7    | 8    | 8    | 8    | 9    | 10   | 10  | 11   | 9    | Σ | 103  |
|                       |      |      |      |      |      |      |      |      |      |     |      |      |   |      |
| Luftfeuchtigkeit (%)  | 87   | 83   | 78   | 69   | 63   | 65   | 69   | 74   | 78   | 81  | 87   | 88   | ⌀ | 76,8 |

| −8,0 |

| −8,4 |

| −5,2 |

| −0,8 |

| 4,8 |

| 9,5 |

| 11,4 |

| 10,5 |

| 6,9 |

| 3,3 |

| −1,8 |

| −6,3 |

| −8,0 |

| −8,4 |

| −5,2 |

| −0,8 |

| 4,8 |

| 9,5 |

| 11,4 |

| 10,5 |

| 6,9 |

| 3,3 |

| −1,8 |

| −6,3 |

## Geschichte

### Vorgeschichte und „Tingvalla“

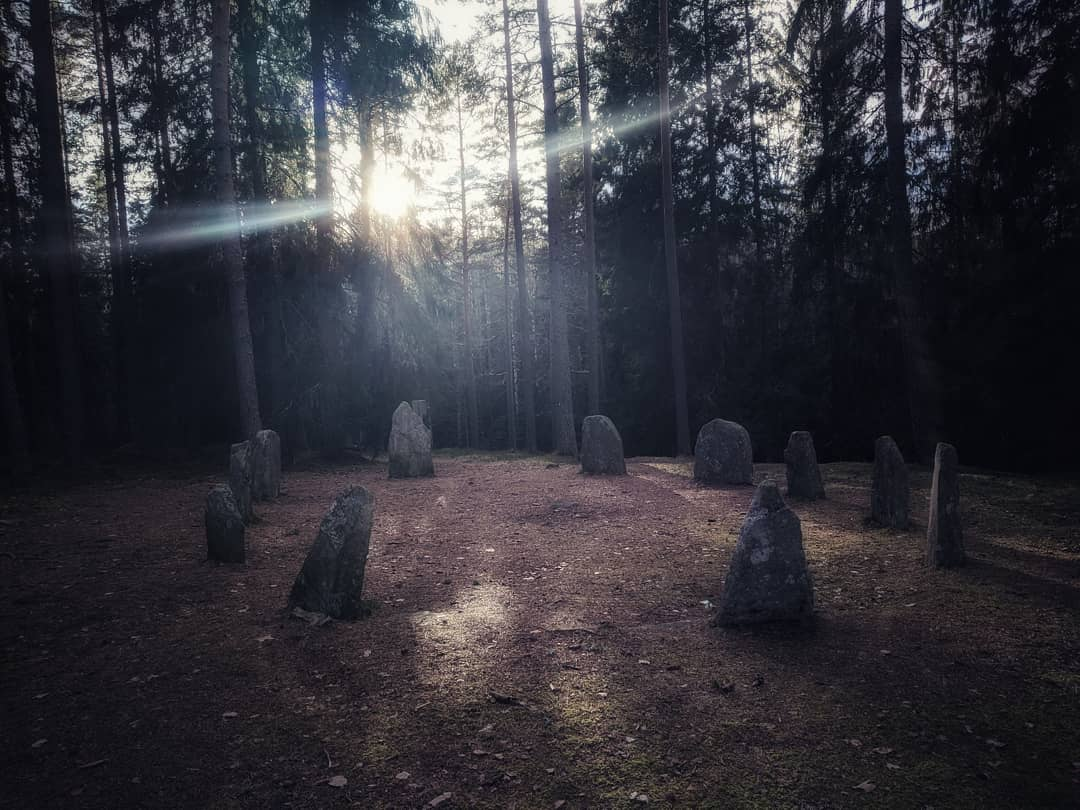
Domarring von Dye

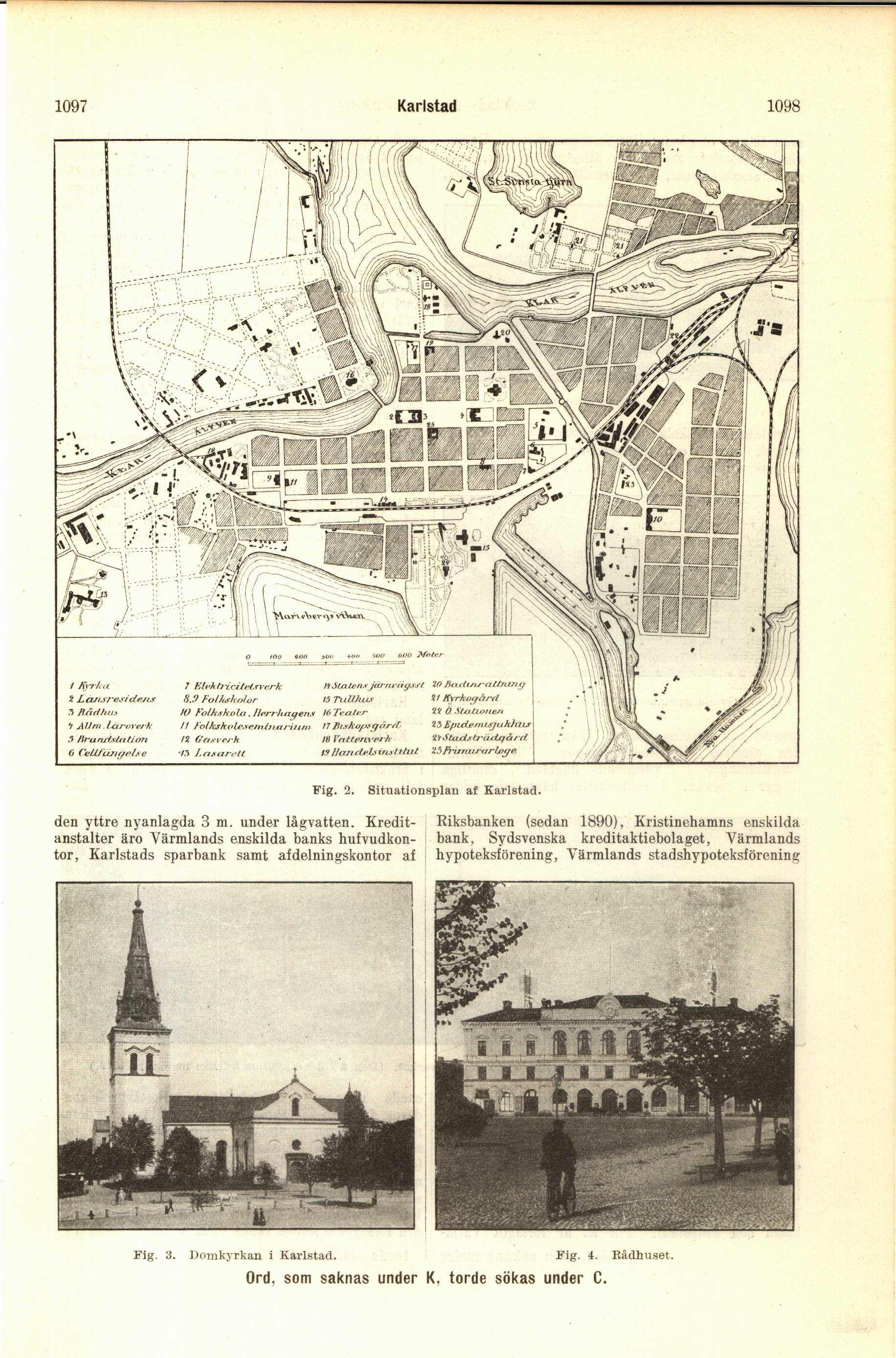
Karte von Karlstad sowie der Dom und das Rathaus (aus dem Nordischen Familienbuch)

Es ist nicht sehr viel über die Vorzeit des Gebietes um Karlstad bekannt. Hauptsächlich liegt es darin begründet, dass große Teile der Landschaft bis zur Zeitenwende mit Wasser bedeckt waren. Man geht auf Grund makrofossiler Untersuchungen davon aus, dass die Landschaft, deren Zentrum Karlstad bildet, gegen Ende der skandinavischen Eisenzeit, im Jahr 1000, besiedelt wurde. Jedoch mangelt es für diese Zeit an physischen Überresten. Lediglich indirekt kann, durch nachweislichen massiven Holzeinschlag zur Nutzung des Deltagebietes als Weide, auf menschliche Nutzung geschlossen werden.
Hingegen sind für die Zeit des frühen Mittelalters (Vikingatiden, das ist die Wikingerzeit) Reste und Funde zu Tingvalla erhalten. Tingvalla war Karlstads Vorgängersiedlung und existierte als namengebender Platz zwischen 1290 und 1584, bis Karlstad durch König Karl IX. als Stadt mit Stadtrecht gegründet wurde und die Siedlung ihren heutigen Namen erhielt. Während des Mittelalters war Tingvalla ein bedeutender Handelsplatz, mehr als dreißig Dokumente aus der Zeit zwischen 1347 und 1520 belegen dies.
Laut Ortsnamenforschung bedeutet Ting Tingplatz, während vall für einen glatten, grasbewachsenen Platz steht. Die Bezeichnung des Ortes stammt vermutlich erst vom Ende der Eisenzeit. Zu Tingvalla gehört auch Lagberget (lagberg = Berg des Gesetzes). Dieser Name taucht in mehreren Büchern auf, erstmals im Jahr 1411.
Aus anderen Quellen ist bekannt, dass in Schweden und im Ausland mehrere Tingvallas existierten. Gemeinsam war den meisten, dass sich in der Nähe des Platzes auch Kirchen und Märkte befanden. Für Karlstad wird die erste Kirche im Jahr 1347 genannt. Zu diesem Zeitpunkt kam König Magnus Eriksson und hielt den Ting und eine Waffenschau. Durch die Lage am Vänern und dem Klarälven konnte die Insel Tingvalla (Tingvallaön) recht einfach erreicht werden. Die nachgewiesene Bebauung auf der Insel bestand jedoch nur aus wenigen Höfen.
Der Legende nach soll der norwegische König Olaf Haraldsson nach seiner Rückkehr aus Nowgorod über das Värmland und nördlich entlang des Klarälventals in das Trondelaggebiet zurückgekehrt sein. Nach seinem Tod und Beisetzung wurde er als Heiliger verehrt. Viele Pilger nahmen Tingvalla als Ausgangspunkt zur Reise nach Trondheim.
Die Wirtschaft im schwedischen Königreich des 16. Jahrhunderts war schmalspurig, schwer zur kontrollieren und verstreut. Es war daher schwer sie zu besteuern. Im Vergleich zum restlichen Europa besaß Schweden nur wenige Städte, die zudem von geringer Bedeutung waren. Damit das Königshaus stärker in die Regionen eingreifen konnte, unter anderem um den Handel und die Steuern zu kontrollieren, wurden zwischen 1582 und 1680, beginnend mit der Vasa-Dynastie, mehrere Städte in Schweden gegründet. Darunter fällt auch die Gründung von Karlstad.

### Gründung 1584
Zu Beginn der 1580er Jahre entschied sich Herzog Karl (der spätere König Karl IX.), dass Värmlands erste Stadt auf der Insel Tingvalla angelegt werden sollte. Im Jahr 1582 forderte er die Einwohner in seinem Herzogtum auf, att byggia en kiöpstadt wedt Tingvalla („zu bauen eine Handelsstadt bei Tingvalla“). Im selben Jahr tauchte auch das erste Mal der Name Karlstad in den herzoglichen Rechenschaften auf. Nach einigen Besuchen und Handelserlassen in der Folgezeit unterschrieb er am fünften November 1584 den Privilegsbrief für die neue Stadt. Zusätzlich erklärte der Herzog, dass zukünftige Veränderungen der Privilegien nur zur Verbesserung der Bevölkerung geschehen sollten.
Die erste Volkszählung aus dem Jahr 1585 der Stadt Karlstad verzeichnet 45 Haushalte mit den Namen der Hausherren.
Jeden Frühling war die Stadt von regelmäßigen Überflutungen betroffen.

### 17. und 18. Jahrhundert

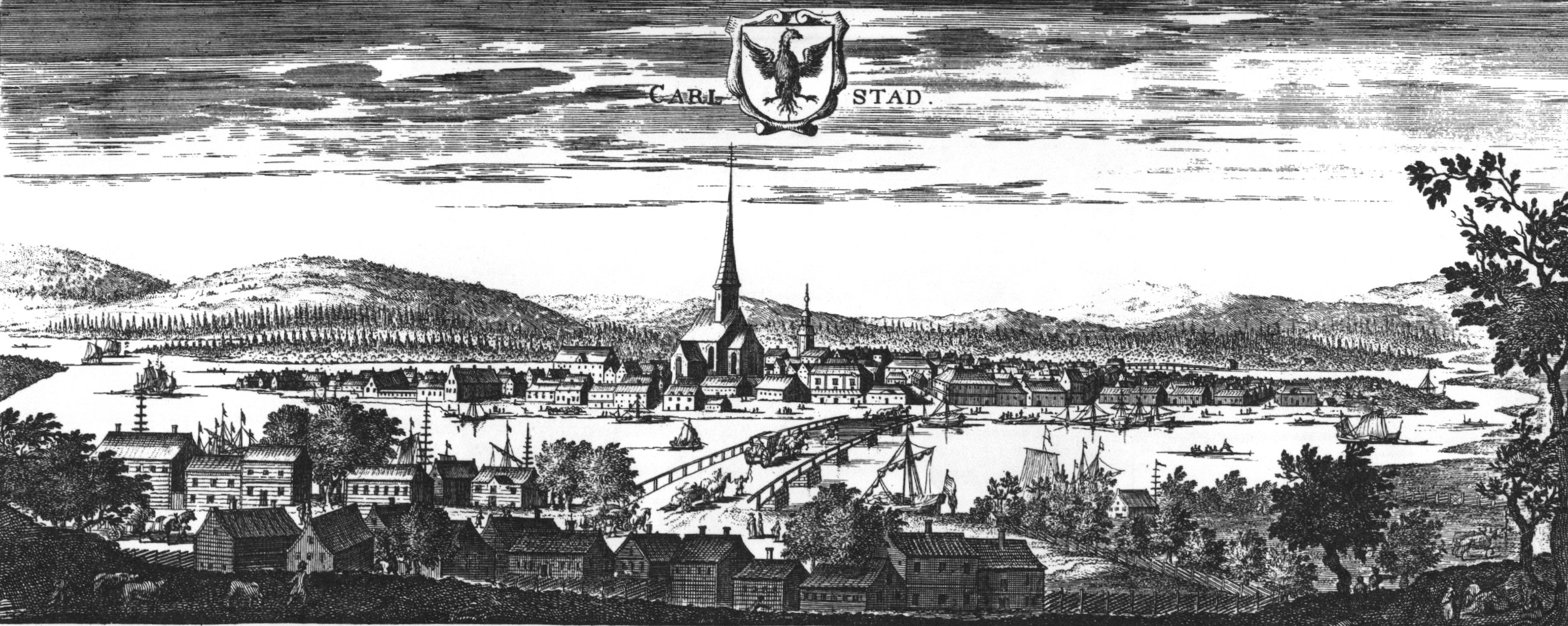
Karlstad im 17. Jahrhundert, Stich aus Suecia antiqua et hodierna

Auf Grund der kriegerischen Auseinandersetzungen mit Dänemark in den 1640er Jahren plante das Kriegskollegium in Stockholm aus Karlstad eine befestigte Stadt zu machen. Jedoch wurden diese Pläne nicht umgesetzt. In der Stadt wurden durch eine städtische Regulierungsverordnung mehrere Häuser abgerissen oder versetzt, Straßen kamen hinzu, wurden begradigt oder verschwanden ganz.
Auch im Laufe des 18. Jahrhunderts fanden bautechnische Veränderungen statt, vor allem die Brände 1716, 1719 und 1752 führten zu Erweiterungen und Umgestaltungen. 1716 brannten 36 Höfe nieder. Der Brand 1719 traf die Stadt stärker. Dabei wurden die Kirche, das Rathaus, das Gymnasium, die Eisenwaage und 170 Höfe Opfer der Flammen. In der Nacht zum 22. Juni 1752, während eines trockenen und warmen Sommers, breitete sich vom Brauhaus erneut ein Feuer aus und erfasste zügig die ganze Stadt. Auch dieses Mal brannten Rathaus und Gymnasium ab, die Kirche blieb jedoch fast unbeschadet. Nur etwa 20 Gebäude, hauptsächlich kleine Häuser im südlichen Teil der Stadt blieben verschont.
Der Architekt Carl Hårlemalen erhielt nach dem Brand 1752 den Auftrag, einen neuen Stadtplan zu entwerfen. Er veränderte die Bebauungen nicht grundlegend. Das Rathaus und Gymnasium wurden nun modern und standesgemäß aus Stein errichtet. Die Bevölkerung entschied sich meist gegen Steinbauten und errichtete ihre Wohnhäuser wieder aus Holz, diese nun aber oft größer als zuvor und mit zwei Geschossen. Um einen ordentlichen Eindruck zu geben, wurde veranlasst, dass die Häuser rot gestrichen werden sollten. Das neue, aus Ziegeln gemauerte Rathaus entstand seit 1754 und wurde erst 1783 fertiggestellt.
Seit 1634 bildeten Närke und Värmland ein Län mit Örebro als Residenzstadt. Während des 18. Jahrhunderts erblühten die wärmländischen Werke, was einen Aufschwung der Region bedeutete. Der Gouverneur in Örebro erklärte im Jahr 1779, dass er nicht länger seine Pflichten in beiden Regionen Närke und Värmland erfüllen könne. Die Regierung beschloss noch im selben Jahr, dass Värmland, mit Ausnahme vom Bergbau in Karlskoga, von Närke getrennt wird und ein eigenes Län mit Karlstad als Residenzort bilden sollte.

### Nach 1865

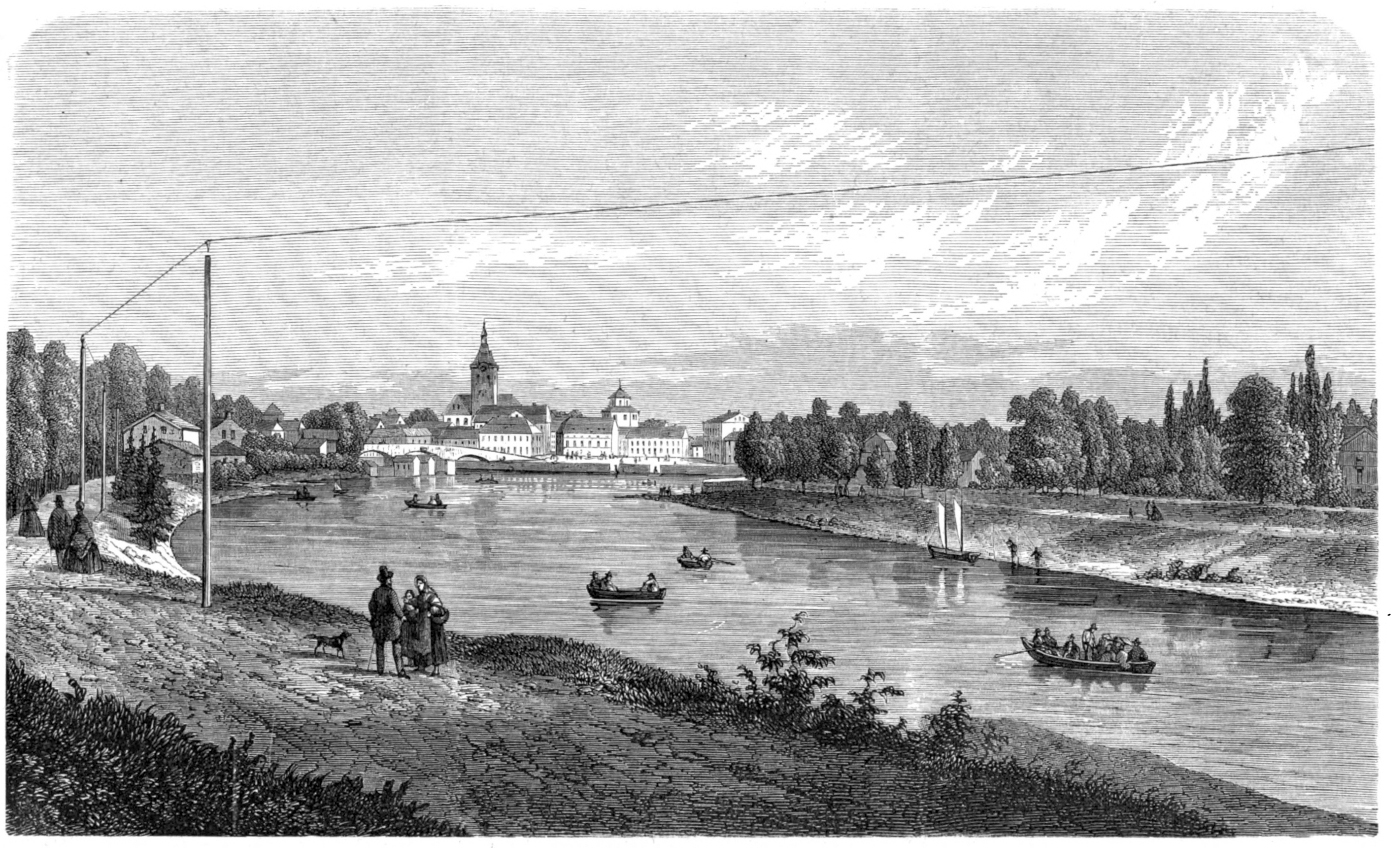
Karlstad in den 1860er Jahren

Der Stadtbrand, der am Sonntagvormittag, dem 2. Juli 1865 in einer Bäckerei ausbrach, erfasste nacheinander fast alle Viertel und zerstörte beinahe alle Gebäude der Stadt. Die Stadt wurde nach dem Brand im Jahr 1865 systematisch wieder aufgebaut. 1905 wurde in Karlstad der Vertrag von Karlstad unterzeichnet, der die Union von Schweden und Norwegen auflöste.

### Stadtteil Haga
Das Gebiet östlich des Kanals heißt Haga. Heute ist es ein zentraler Stadtteil von Karlstad, aber bis zum frühen 19. Jahrhundert wurde Haga dem Umland zugerechnet. Hier wuchsen Kleinindustrien, Handwerksbetriebe und kleinere Wohnungsbauten. Beim Hagatorget (Haga-Platz) wurde während des 20. Jahrhunderts das erste große Steinhaus errichtet, mit dem Namen Centralpalatset. Hier waren früher die Apotheke Beckasinen und Österbergs Eisenhandel (järnhandel) ansässig. Auf dem Hagatorget steht eine Statue des Fabrikanten Gustav Adolf Andersson, der hier wohnte. Dieser Mann legte den Grundstein für Karlstads Mekaniska Verkstad (KMV – Karlstads Mechanische Werkstatt), welche eine große Bedeutung für die Stadtentwicklung hatte.

## Bevölkerung
Am 31. Dezember 2011 wohnten in der Kommune Karlstad 86.409 Einwohner, der Stadtbereich hatte eine Bevölkerungsanzahl von 62.202 Einwohnern.
Das Durchschnittsalter liegt bei 41,2 Jahren. Bei einer Landfläche von 1151 km² leben rund 75 Einwohner auf einem Quadratkilometer.
Der Bevölkerungsanteil mit Migrationshintergrund (außerhalb geboren bzw. beide Elternteile Migranten) liegt bei 12,9 %, also 11.142 Personen. Die zehn größten Gruppen von im Ausland geborenen Einwohnern im Jahr 2011 kommen aus dem Irak (1.293), Norwegen (840), Finnland (622), Iran (591), Bosnien-Herzegowina (410), Jugoslawien (357), der Türkei (303), Deutschland (299), Polen (281) und Thailand (230). Die Bevölkerungsentwicklung verlief seit Anfang der 1980er Jahre positiv. Zwischen 2003 und 2011 gab es immer einen Geburtenüberschuss innerhalb Karlstads.

## Bildung
Das Bildungsniveau der 20- bis 64-Jährigen im Jahr 2011 liegt leicht über dem Durchschnitt des Landes. Einen vorgymnasialen Abschluss haben 9,8 % der Bevölkerung, einen gymnasialen Abschluss 45,2 % und einen nachgymnasialen Abschluss 43,9 %, wobei die Frauen eindeutig öfter eine höhere Ausbildung abschließen.
Für Kinder im Alter zwischen einem Jahr und dem Schulbeginn bietet die Stadt in jedem Stadtteil die Betreuungseinrichtungen förskola (Vorschule) oder fritidshem an. Neben den kommunalen Einrichtungen übernehmen auch einige freie Einrichtungen die Betreuung. Darüber hinaus gibt es noch weitere pädagogische Pflegeversorgungen durch das Familjedaghem (Familientagesheim) und das Flerfamiljssystem (Mehrfamilienbetreuung).
Für Schüler im Alter von sechs bis sechzehn Jahren unterhalten die Kommune und einige freie Träger derzeit (2012) 32 Grundschulen. Nicht alle Schulen decken die Klassen 1–9 ab.
Karlstad unterhält als Kommune fünf Gymnasien. Die 2012 vorhandenen Gymnasien sind das Hammarögymnasiet (800 Schüler), das Nobelgymnasiet (1100), das Sundstagymnasiet (1150 Schüler), Tingvallagymnasiet (850 Schüler) und das Älvkullegymnasiet (900 Schüler). Gymnasien in freier Trägerschaft sind folgende: Folkuniversitetets gymnasium, John Bauergymnasiet, IT-gymnasiet, Karlstad Idrottsgymnasium (Sportgymnasium), Karlstads Praktiska Gymnasium, Klara Gymnasium, Lillerudsgymnasiet, Plusgymnasiet und die Thorén Business School.
Eine weitere Bildungseinrichtung ist das Karlstads Teknikcenter, das vor allem im Bereich der Technik auf gymnasialem und beruflichem Niveau unterrichtet und ausbildet.

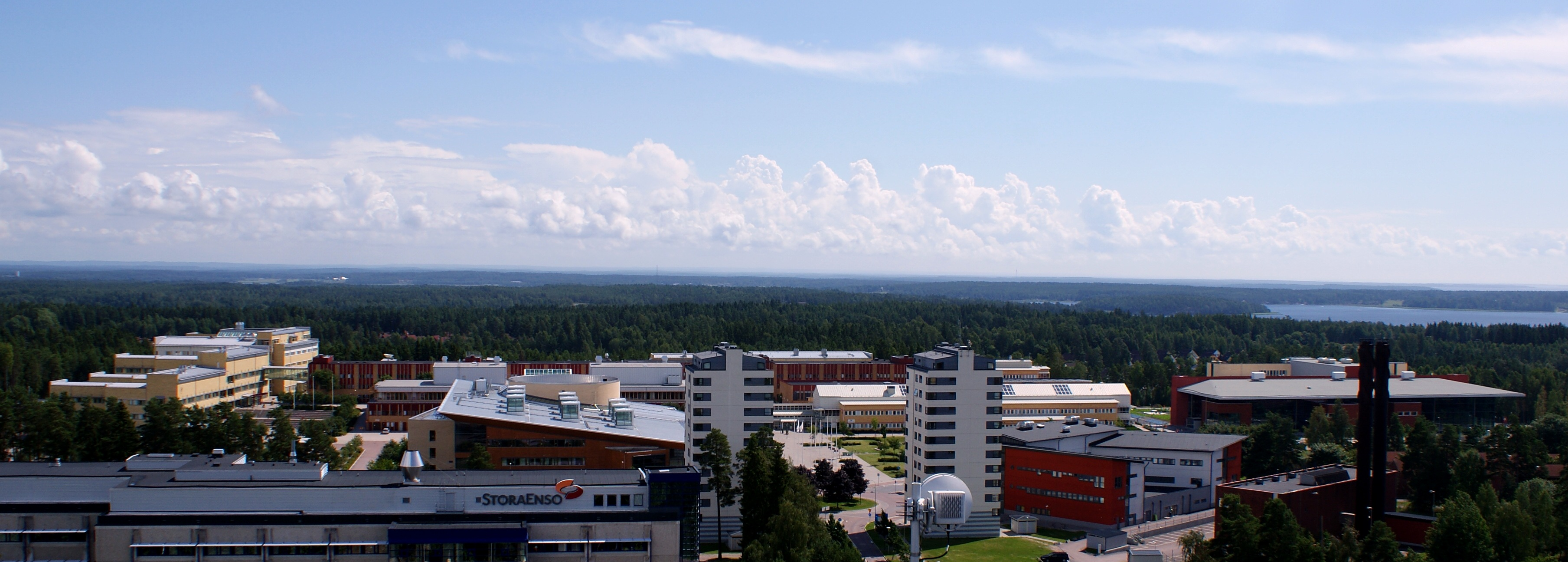
Universitätscampus mit Blick nach Osten

Die Universität Karlstad bildet aus und betreibt Forschung in den Fachbereichen Technik, Gesellschaftswissenschaft, Geisteswissenschaft, Naturwissenschaft, Erziehung und Pflege. Die Forschung hat zunehmend an Bedeutung gewonnen und macht inzwischen ein Drittel des gewonnenen Umsatzes aus. Sie baut weitgehend auf der Zusammenarbeit mit der Industrie und dem öffentlichen Sektor auf. Im Jahr 1999 bekam die Hochschule in Karlstad den Status einer Universität und trägt seit dem 26. März 2009 ebenfalls den Status einer Handelshochschule. Im Jahr 2011 waren rund 1150 Personen an der Universität angestellt und 12.602 Studenten immatrikuliert.

## Kultur

### Theater

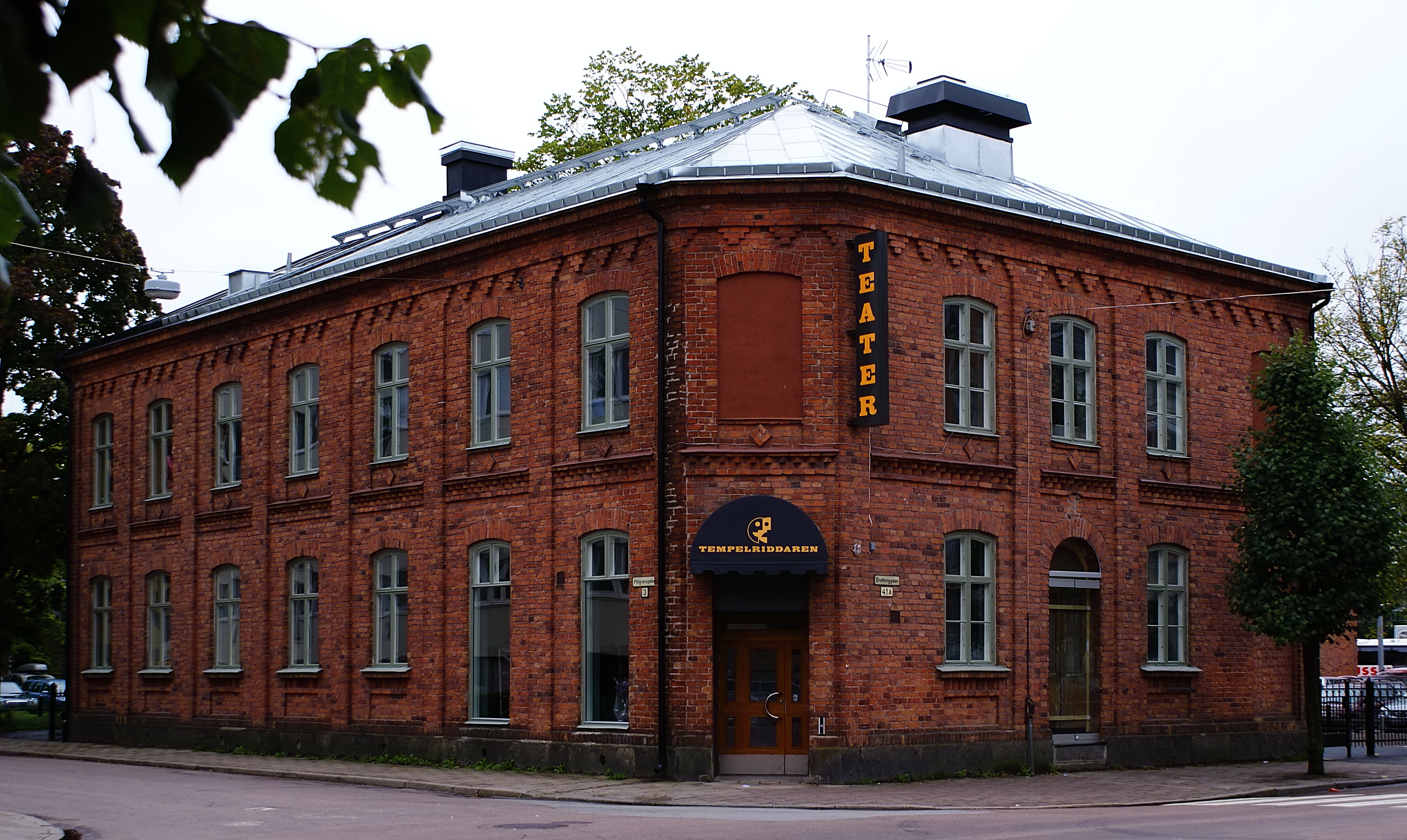
Theater Tempelriddaren nach der Renovierung 2008

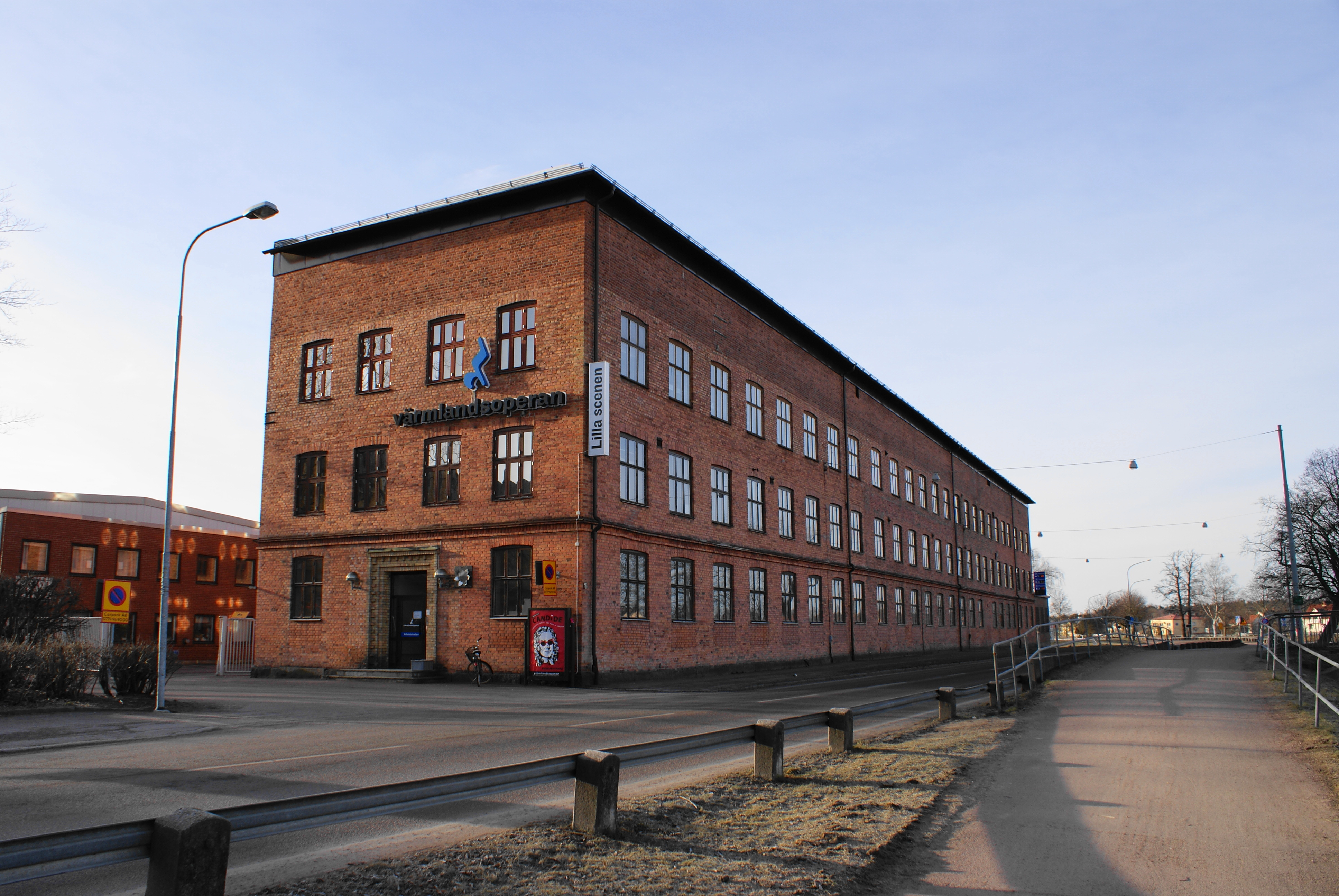
„Die Spinnerei“

- Die Oper Värmlands (Värmlandsoperan) ist eines der sechs Opernhäuser Schwedens und wurde 1975 gegründet. Derzeit arbeiten dort 70 Personen als Festangestellte, darunter zehn Sänger und 35 Orchestermitglieder. Seit 1994 ist die Oper in der Spinnerei (spinneriet) untergebracht, einer alten Spinnerei in Karlstad. In diesem Gebäude befinden sich die Kleine Bühne (Lilla Scenen) mit 240 Sitzplätzen, sämtliche Werkstätten und die Verwaltung. Die Große Bühne (Stora Scenen) bietet im Theater von Karlstad seit der Sanierung von 2011 397 Sitzplätze.[28]

Värmlandsoperan ist weithin durch seine erfolgreichen Produktionen in den Sparten Oper, Operette und Musicals bekannt. Die Aufführungen finden auf den Bühnen sowie auf Touren statt. Das Orchester der Oper (Värmland Sinfonietta) veranstaltet auch Konzerte mit bedeutenden Solisten und Dirigenten.
- Das Scalateatern hat vor allem Shows, Musikperformances und Theater im Repertoire.
- Värmlandsteatern ist eine Organisation, die Theaterstücke aufführt, produziert und in verschiedenen Lokalitäten präsentiert. Eine dieser Bühnen ist das Theater Tempelriddaren (Der Tempelritter), welches einst ein Haus des gleichnamigen Ordens war und nach 2008 neu eingerichtet wurde.[30]
- Die Theatervereinigung von Karlstad (Karlstads Teaterförening) ist an das Reichstheater (Riksteatern) angeschlossen.

### Bibliothek
- Stadtbibliothek Karlstad (Karlstads stadsbibliotek)[31]
- Universitätsbibliothek Karlstad (Karlstads universitetsbibliotek)[32]

### Jugend
- UNO ist ein Kulturzentrum für Jugendliche ab 16 Jahre. Das Haus bietet eine Mischung aus Musik, Design, Tanz, Kino und Café. Der Treffpunkt liegt im Zentrum von Karlstad. Uno eröffnete am 10. Februar 2005, nach 25 Jahren politischer Debatte und mehreren Demonstrationen von Jugendlichen in Karlstad. Der Name UNO ist eine Kombination des spanischen Begriffes una für ein und dem altschwedischen Wort una, welches gedeihen bedeutet. Es ist also ein Haus für jedermann, um darin zu gedeihen. Die Idee hinter Uno ist, dass junge Menschen einen Platz für ihre Interessen bekommen, zum Beispiel im Bereich Tanz, Musik, Design und anderen kreativen Bereichen, die ihnen gefallen.[33]

### Film
- Film i Värmland ist ein regionales Zentrum für Film, das 1995 gegründet wurde. Der Hauptsitz liegt in Karlstad. Film i Värmland unterstützt lokale Filmprojekte, bietet sich als regionaler Treffpunkt an, bildet im Bereich Film fort und organisiert Filmfestivals. Weiterhin versuchen sie, die regionale Filminfrastruktur zu stärken. Zwischen 1997 und 2010 unterstützten und co-produzierten sie 130 Kurz- und Dokumentarfilme.[34]
- Värmlands Filmförbund ist eine Filmvereinigung. In den 1970er Jahren begannen mehrere Filmamateure, durch den gemeinsamen Kauf von Technik eine Filmwerkstatt zu gründen. Sie verleihen jährlich während des Kurzfilmfestivals die Auszeichnung Filmörnen (Filmadler). Die Vereinigung hat ihren Sitz in Gjuteriet im Stadtteil Herrhagen.[35]

### Kinos

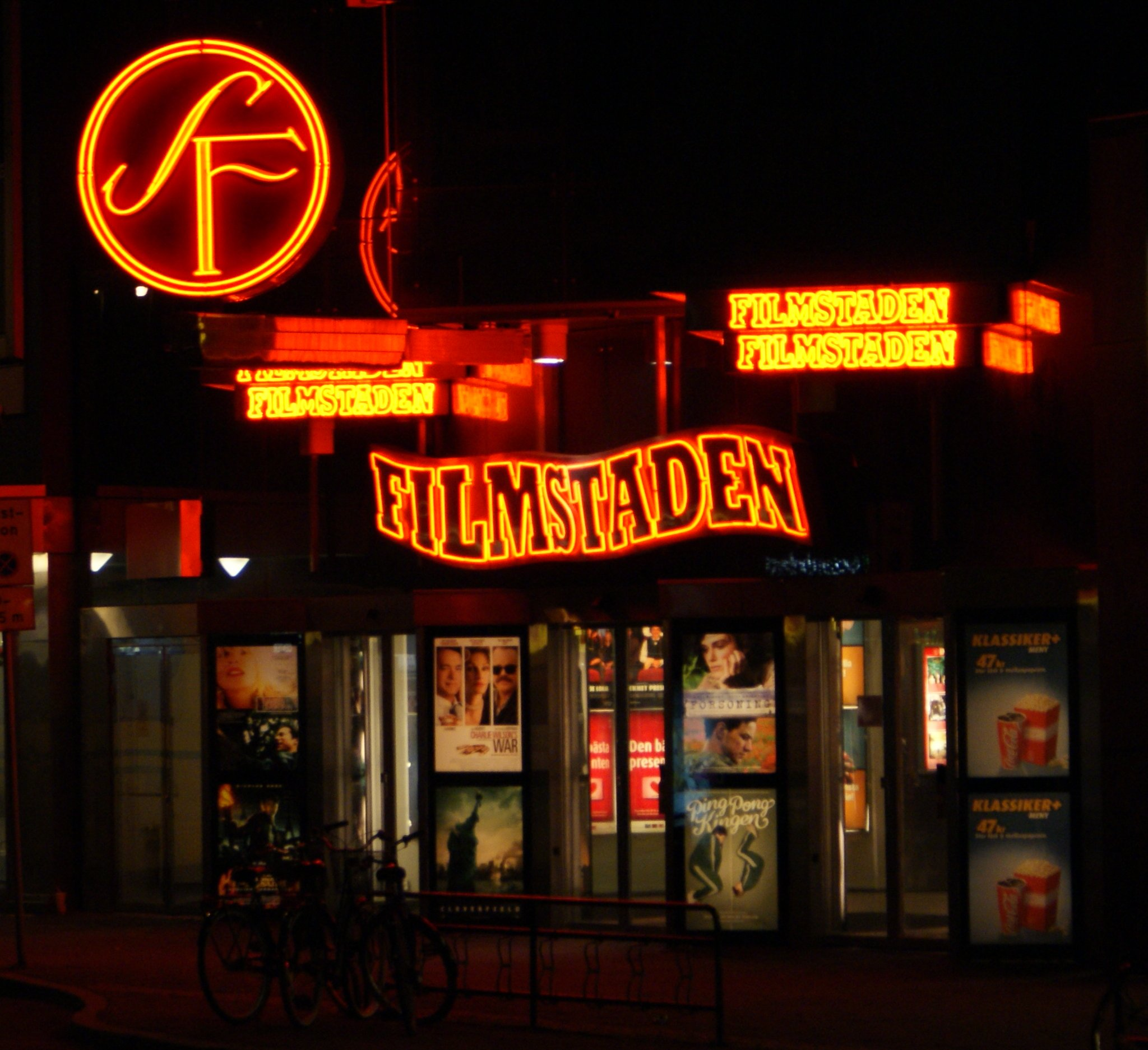
Filmstaden

- Filmstaden ist ein normales Kino, das täglich verschiedene aktuelle Filme zeigt. Das Gebäude liegt in der Drottningsgatan.
- Arenan ist ein kleines Kino, das im Bibliotheksgebäude seinen Saal hat. Das Kino zeigt insbesondere anspruchsvolle und alternative Filme.[36]
- Es ist ebenso möglich, im Kultur- und Jugendhaus UNO einen kleinen Kinosaal (zehn Sitzplätze) zu mieten und einen eigenen Film zu zeigen.[37]

### Museum
- Das Herrenhaus Alster (Alsters herrgård) und der Geburtsort von Gustav Fröding (Gustaf Frödings minnesgård)
- Värmland Museum (Värmlands Museum)
- Brigademuseum in Värmland (Brigadmuseum) – Eröffnung 2013 (Geschichte des Kalten Krieges (1949 bis 1991))
- Sandgrund Lars Lerin Kunstmuseum (konstmuseum)

### Medien
- Der Zeitungskonzern Nya Wermlands-Tidningen (NWT – Die neue värmländische Zeitung) ist eine von Schwedens größten Zeitungskonzernen und hat eine Auflage von 51.900 Exemplaren. Die  umfangreichen Gewinne des Konzerns wurden in neue Techniken investiert. Unter anderem befinden sich eine der modernsten Druckereien Europas und das Zeitungshaus in Karlstad. NWT gehört zur einen Hälfte den Herausgebern der Tageszeitungen Helsingborgs Dagblad (HD) und Nordvästra Skånes Tidningar (NST) und zur anderen Hälfte der zweitgrößten norwegischen Zeitung Bergens Tidende. Der Umsatz des NWT-Konzerns liegt bei 521 Schwedischen Kronen. Derzeit arbeiten rund 446 Angestellte im ganzen Konzern, davon 165 direkt bei NWT in Karlstad oder in einer der Lokalredaktionen.
- Värmlands Folkblad (VF – Värmlands Volksblatt) gehört der Värmlands Arbetarrörelse (Värmlands Arbeiterbewegung) und 300 Privatpersonen. Die Aktivitäten des VF-Konzerns bestehen aus Zeitungsausgabe, Zeitschriften, Auftragsdruckarbeiten und Immobilienverwaltung. Die Läns-Zeitung Värmland Folkblad hat eine Auflage von 17.800 Exemplaren. Sie haben rund 120 Mitarbeiter, darunter etwa zehn Personen, die bei den örtlichen Redaktionen in Värmland arbeiten.
- Karlstads-Tidningen erscheint einmal die Woche am Donnerstag. Die Auflage liegt bei knapp 300 Exemplaren. Gustaf Fröding arbeitete Ende des 19. Jahrhunderts mehrmals für diese Zeitung.
- Sveriges Television hat ein regionales Büro in Karlstad, das die Värmlandsnytt (Värmlandsneuigkeiten) produziert.
- In Karlstad sitzt auch der Sender TV4Nyheterna Karlstad|TV4 Värmland, der Nachrichten aus Värmland ausstrahlt.
- Es gibt auch eine Anzahl Radiostationen im Gebiet. Der Sender P4 Värmland hat seinen Hauptsitz in Karlstad. Mix Megapol, Rix FM und auch die ganzheitlich lokale Radiostation 92,2 – Radio Solsta befinden sich hier.[38]

## Wirtschaft

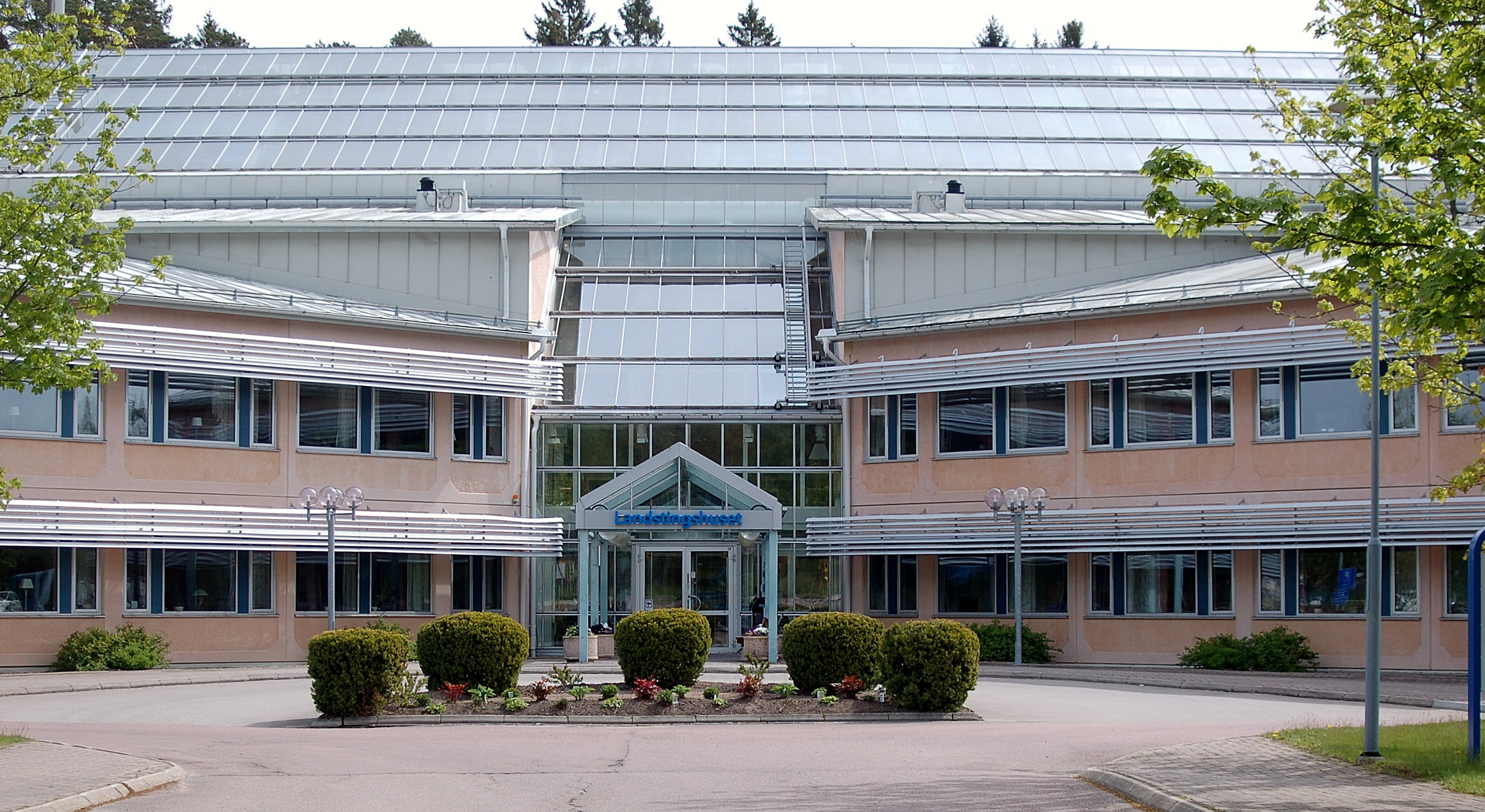
Landstinghuset in Karlstad

Als Hauptstadt der Region und durch die Universität ist Karlstad eine Beamtenstadt (41 % der Angestellten arbeiten im öffentlichen Dienst). Die Lage der Stadt macht sie auch zu einer beliebten Kongressstadt mit entsprechend großer Bettenkapazität.
Da Karlstad in der Holzregion Schwedens liegt, hat sich eine große holzverarbeitende Industrie entwickelt. So gibt es nicht nur Säge- und Papierwerke, sondern auch Maschinenbaufirmen, die diese beliefern.
Durch die Lage am Vänersee hat Karlstad einen der größten Binnenhäfen Schwedens. Der zum Unternehmen Vänerhamns gehörende Hafen ist die größte Anlage mit sehr hoher Kapazität. Vor allem werden hier Öl, Holz, Papier und Projektladungen der regionalen Industrieunternehmen umgeladen. Karlstad bietet 74.000 m² Hafenspeicher, zwei Anschlussgleise, zwei feste und zwei mobile Kräne mit einem Schwerhubkran für 200 Tonnen, drei Kilometer Gleis, verschiedene Straßenfahrzeuge und eisbrechende Schlepper.
Die Arbeitslosigkeit ist niedrig und sank seit der wirtschaftlichen Depression in den 1990ern. In Karlstad liegt sie derzeit (2011) bei 3,6 % (Jugend zwischen 18 und 24 Jahren bei 3,4 %). Weitere 3,4 % (Jugend 5,9 %) befinden sich in Programmen und erhalten Unterstützung. Damit liegt Karlstad im Vergleich zum schwedischen Durchschnitt leicht über den Werten.
Das jährliche Durchschnittseinkommen von 253.300 SEK im Jahr 2011 liegt leicht unter dem durchschnittlichen Landeseinkommen. Es gibt jedoch deutliche Unterschiede zwischen Männern und Frauen, so verdienen in Karlstad die Männer 280.100 SEK, die Frauen hingegen lediglich 233.300 SEK im Jahr.

### Unternehmen
Im folgenden Abschnitt wird eine Auswahl an Arbeitgebern in Karlstad aufgeführt. Die Unternehmen sind nach ihrer Geschäftstätigkeit eingeteilt.

#### Bau und Gebäude
- Bravida hat rund 120 Angestellte in Karlstad und gehört zu Skandinaviens größten Installations- und Serviceunternehmen. Sie unterhalten etwa 200 Abteilungen in Norwegen, Schweden und Dänemark mit ca. 8.300 Mitarbeitern.
- NCC Construction Sverige entwickelt und baut Haus- und Infrastrukturprojekte, unter anderem Wege, Brücken, Tunnel, Kraftwerke, Sport- und Kulturhallen, Industriegebäude und Schulen. In Karlstad wirken circa 65 Angestellte und 190 Facharbeiter.
- Peab mit rund 140 Handwerkern und 50 Bediensteten in ganz Värmland
- Skanska

#### Handel und Industrie

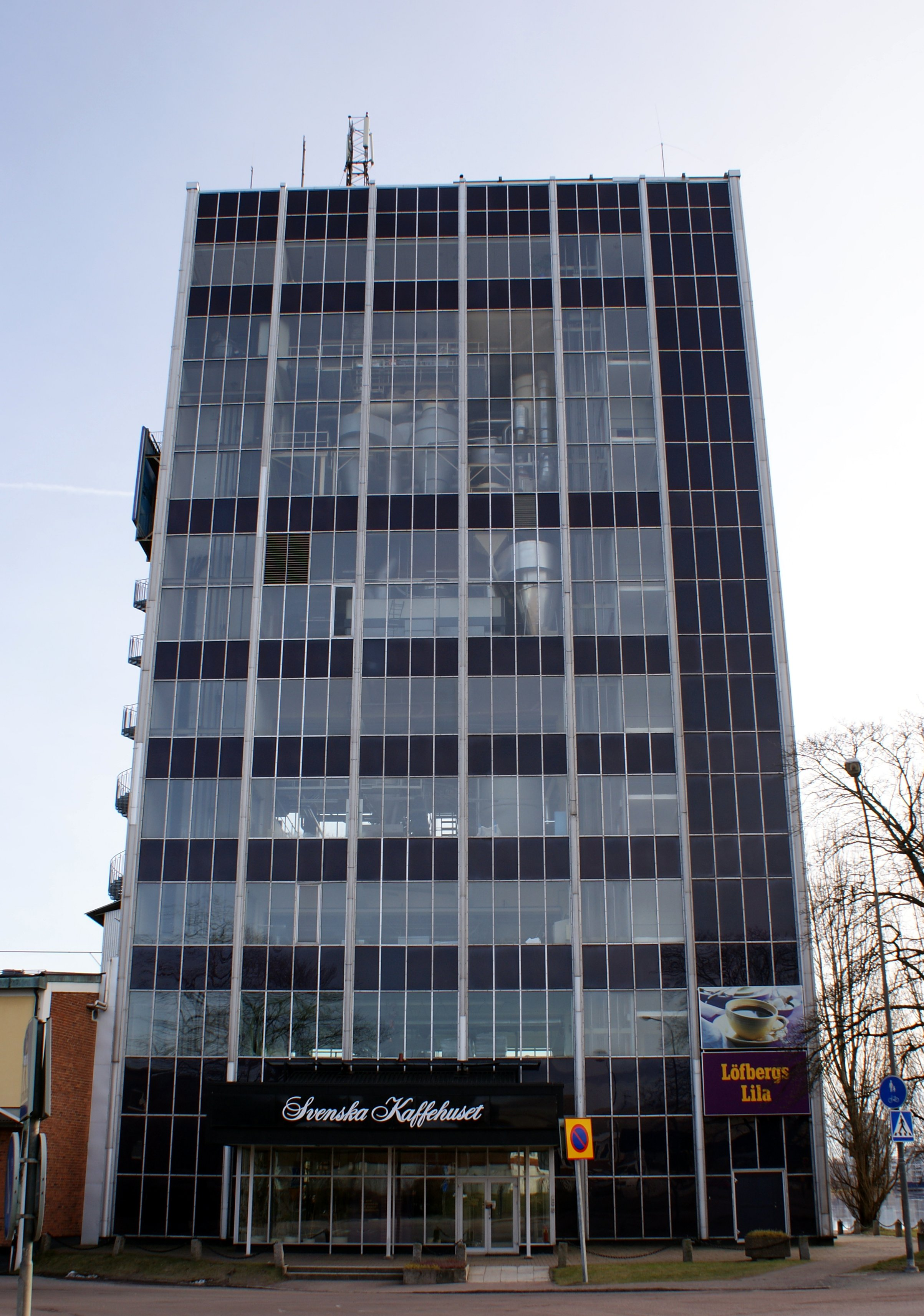
Löfbergs Lila Röstereihochhaus am Inneren Hafen

- Ein großer Arbeitgeber ist der Mutterkonzern AB Anders Löfberg, in dem das Tochterunternehmen Löfbergs Lila AB, eine Kaffeerösterei, den dominierenden Teil bildet. Das Unternehmen wurde von drei Brüdern 1906 gegründet und entwickelte sich zur bedeuten schwedischen Kaffeerösterei. Die Rösterei produziert im Stadtzentrum, direkt am Inre Hamn. Das Familienunternehmen in der vierten Generation beschäftigt weltweit rund 200 Angestellte, davon sind 95 in Karlstad tätig.[40]
- Outokumpu Stainless
- Konsum Värmland
- Helmia ist ein värmländisches Autohandelsunternehmen, zu dem Helmia Bil AB, Helmia Lastbilar AB, Toria AB, Helmia Motorsport AB und Helmia Fastigheter AB gehören. Das Unternehmen wurde von der Familie Walfridson gegründet und wird von dieser auch weiterhin betrieben.[41]
- Lecab ist eine Unternehmensgruppe mit rund 120 Angestellten.[42]

#### IT
- TeliaSonera hat in Karlstad eine Netzbetriebszentrale und beschäftigt rund 340 Personen.
- Tieto entwickelt mit rund 500 Angestellten in Karlstad Signaltechnik, wobei Ericsson und Nokia Geschäftskunden sind.
- Logica
- Sogeti

#### Massenprodukte und Papier
- Metso Fiber in Karlstad ist einer der weltweit führenden Lieferanten von kompletten Produktionsanlagen für Massenprodukte und Papierherstellung. Das Geschäft hat rund 1.000 Angestellte in Karlstad und ist damit der größte private Arbeitgeber in der Kommune Karlstad.
- Metso Paper Karlstad AB – Das Geschäft mit etwa 500 Angestellten in Karlstad stellt Weichpapiermaschinen her und unterhält hier einen Teil der Konzernentwicklungsarbeit.
- Skoghalls Bruk gehört zum Stora-Enso-Konzern und stellt Verpackungskartons her. Circa 130 Personen sind in Karlstad beschäftigt.[43]

#### Arbeitgeber
Die zwanzig größten Arbeitgeber in der Kommune Karlstad (2010) sind in der folgenden Tabelle genannt.
| Arbeitgeber                                              | Angestellte |
| -------------------------------------------------------- | ----------- |
| Kommune Karlstad                                         | 7000        |
| Landsting i Värmland                                     | 5100        |
| Universität Karlstad                                     | 1090        |
| Konsum Värmland ekonomisk förening                       | 900         |
| Metsokoncernen                                           | 660         |
| Myndigheten för Samhällskydd och Beredskap, MSB          | 560         |
| Tieto AB                                                 | 420         |
| Posten AB                                                | 400         |
| Polisen                                                  | 360         |
| Frösunda LSS AB                                          | 320         |
| Nobina Sverige AB                                        | 300         |
| Sveriges bostadsfinansierings aktiebolag, SBAB           | 280         |
| TeliaSonera AB                                           | 240         |
| Carema äldreomsorg AB                                    | 230         |
| Länsstyrelsen in Värmland (Regierung des Läns)           | 220         |
| Samhall AB                                               | 220         |
| Skatteverket (Steuerbehörde)                             | 200         |
| IKEA                                                     | 190         |
| Nya Wermlandstidningen, NWT (Zeitung)                    | 190         |
| Karlstads kyrkliga samfällighet (Kirchgemeinde Karlstad) | 180         |

## Verkehr

### Straßennetz
Das Gebiet um Karlstad ist ein sehr wichtiger Knotenpunkt für das värmländische Straßennetz. Durch Karlstad verläuft die E18 als Stadtautobahn, die 1967 eingeweiht wurde und sich östlich nach Skattskärr, als 2008 eröffnete Schnellstraße, fortsetzt. Für die nächsten Jahre ist auch westlich zwischen Bergvik und Björkås eine neue Schnellstraße geplant.
Die Reichsstraßen (riksvägar) 61, 62 und 63 und die primäre Provinzstraße (länsväg) 236 beginnen in Karlstad. Innerhalb der Gemeinde Karlstad sind die Reichsstraßen 61 und 62 vierspurig ausgebaut.

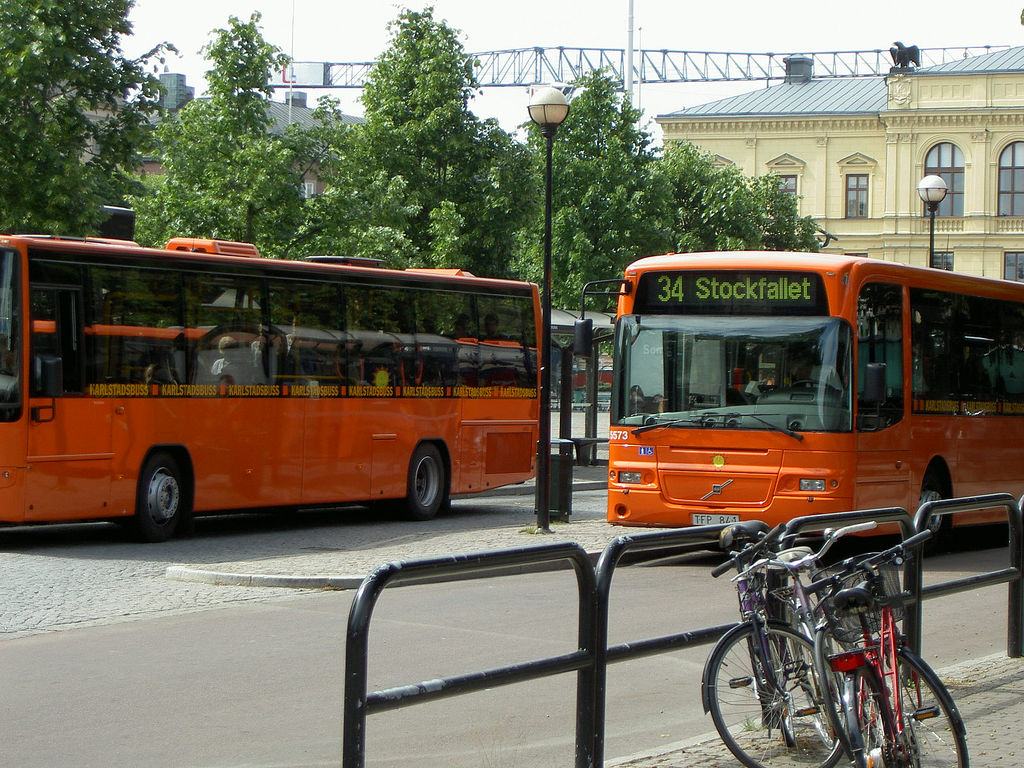
Charakteristische orange Busse im Karlstädter Linienverkehr. Hier sind zwei Busse am zentralen Umsteigepunkt, dem Stora Torget, zu sehen. Dahinter erkennt man das Rathaus von Karlstad mit Räumlichkeiten für das wärmlandische Landgericht und das Berufungsgericht für Westschweden.

### Bus
Karlstadsbuss wurde 1996 gegründet und bildet eine eigene Abteilung innerhalb der Stadtplanungsverwaltung der Kommune Karlstad, die für den Stadtverkehr in Karlstad verantwortlich ist. Karlstadsbuss betreibt derzeit rund 58 Busse, die alle behindertengerecht ausgebaut sind. Karlstadsbuss verbindet die Stadtteile mit dem Stadtzentrum.
Sämtliche Stadtbusse der Hauptlinien verkehren über den Großen Platz (Stora Torget), während die Regionalbusse (Värmlandstrafik) und Überregionalbusse (Swebus und GoByBus) vom Busbahnhof (Busstationen) abfahren.
Das aktuelle innerstädtische Liniennetz besteht aus acht Buslinien, drei Zentrumslinien und einer Anzahl von Speziallinien (u. a. für Eishockeyspiele). Das Netz von Karlstadsbuss gehört zu den besten in ganz Schweden, seit im Herbst 2007 sämtliche Linien umgelegt wurden. Laut einer Untersuchung der Schwedischen Nahverkehrsvereinigung (Svenska Lokaltrafikföreningen) von 2011 hat Karlstadsbuss den größten Reisendenzustrom und auch die zufriedensten Reisenden unter den Stadtbusnetzen in Schweden. Seit dem 16. Januar 2012 gibt es drei neue Gelenkbusse im Verkehr.
Die Passagiere haben seit 2012 die Möglichkeit mit einer Reisechipkarte (Resekort) direkt im Bus ein digitales Ticket zu kaufen. Die Resekort fungiert gleichzeitig als Fahrkarte (Tour-, Tages- oder 14-/30-Tageskarte) und als eine mit Geld aufgeladene Prepaidkarte. Die Preise variieren nach dem Alter des Passagiers (Schüler, Jugendlicher/Student oder Erwachsener). Ebenso ist die Bezahlung per Karlstadbuss-App, Turkronor (Busfahrkartenwährung) oder über das Internet möglich. Ein klassisches Busticket ist deutlich teurer und nur an einigen Automaten oder bei dem Busfahrer zu bekommen. Das SMS-Ticket wurde Anfang 2015 wieder abgeschafft.

#### Hauptbuslinien
| Linie | Strecke |
| ----- | --- |
| 1     | Campus – Universitetet – Centrum – Våxnäs – Bergvik köpcenter – IKEA                                           |
| 2     | Välsviken/Mjölnartorpet – Universitetet – Kronoparken Centrum – Norrstrand – Centrum – Råtorp – Skåre – Ilanda |
| 3     | Universitetet/Stockfallet – Lorensberg – Ruds Centrum – Centrum – Centralsjukhuset – Jakobsberg/Sommaro        |
| 4     | Norra Kroppkärr – Rud – Norrstrand – Centrum – Våxnäs – Gruvlyckan – Bergvik Köpcenter                         |
| 5     | Henstad – Våxnäs – Centrum                                                                                     |
| 6     | Jägartorpet – Färjestad – Norrstrand – Centrum – Kasernhöjden – Våxnäs C – Gruvlyckan                          |
| 7     | Orrholmen – Centrum – Strand – Romstad – Bellevue – Zakrisdal                                                  |
| 8     | Stodene – Skåre – Råtorp – Centrum – Haga – Herrhagen – Lamberget – Sjöstad                                    |

- Linienkarte 2012 der acht Hauptlinien

#### Regionale Buslinien
Der regionale Busverkehr wird durch Värmlandstrafik bedient. Karlstad fungiert hierbei mit dem Busbahnhof als Drehscheibe für ein umfangreiches Netz in Värmland.
Die Busse erkennt man an der gelb-grünen Lackierung.
Weitere Strecken werden durch Swebus Express mit überregionalen Verbindungen nach Oslo, Göteborg, Stockholm angeboten. 2012 gab es keinen Halt des Busanbieters GoByBus (früher unter dem Namen Säfflebussen) in Karlstad.

### Zug

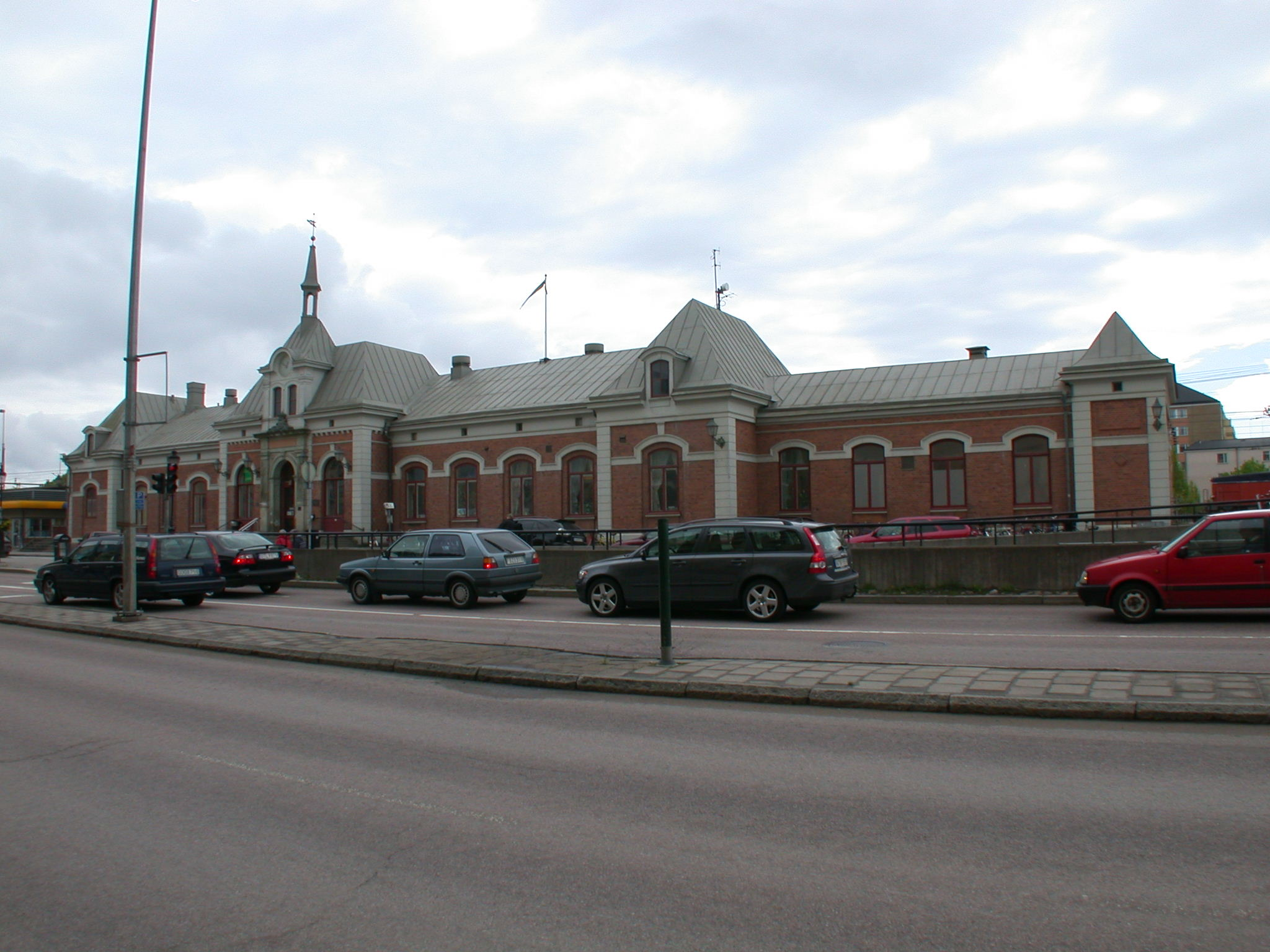
Bahnhof von Karlstad

Vom Bahnhof in Karlstad (Karlstad Centralstation) fahren die Züge der SJ AB nach Stockholm, Göteborg und Oslo. Regionale Züge werden durch Värmlandstrafik angeboten und fahren von Karlstad aus nach Arvika-Charlottenberg-Oslo, Säffle-Åmål, Sunne-Torsby, Kristinehamn und Ställdalen-Ludvika (über Kristinehamn). Der Güterverkehr ist ebenso umfangreich.

### Flugzeug
Der Flughafen Karlstad (Karlstad flygplats) liegt rund zwölf Kilometer nordwestlich der Stadt, in der Nähe von Hynboholm. Er wird für Charterflüge zu verschiedenen Zielen genutzt.

### Boot
Eine Besonderheit während der Sommermonate (Juni bis August) sind die seit Sommer 2008 eingesetzten Bootbusse. Sie verkehren unter anderem über den innerstädtischen Kanal, die Flussarme des Klarälven oder bis zur nahe gelegenen Insel Hammarö. Die Bootbusse sind ein regulärer Teil des lokalen Busnetzes und in dieses eingebunden. Die Passagiere können dasselbe Ticket wie für den Bus benutzen. Es werden auch von Vänertrafik einige Touren auf dem Vänern angeboten. Der Ausgangspunkt hierbei ist der Innere Hafen (Inre Hamn).

## Sehenswürdigkeiten

### Stora Torget

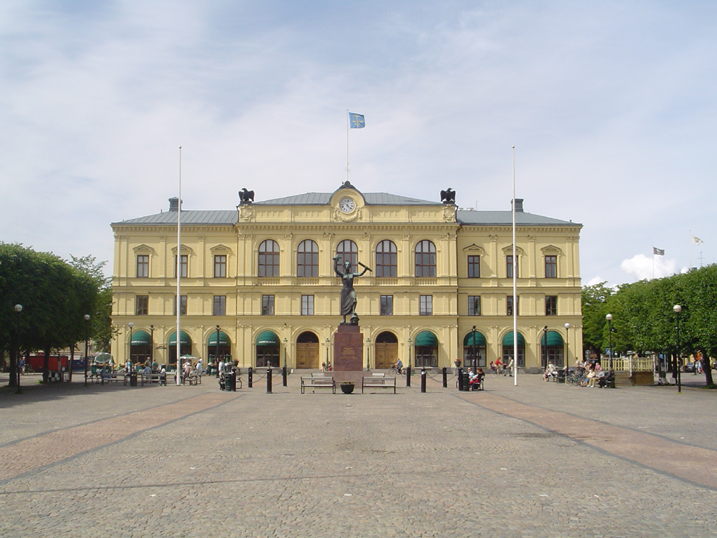
Rathaus in Karlstad am Stora Torget mit zentraler Statue

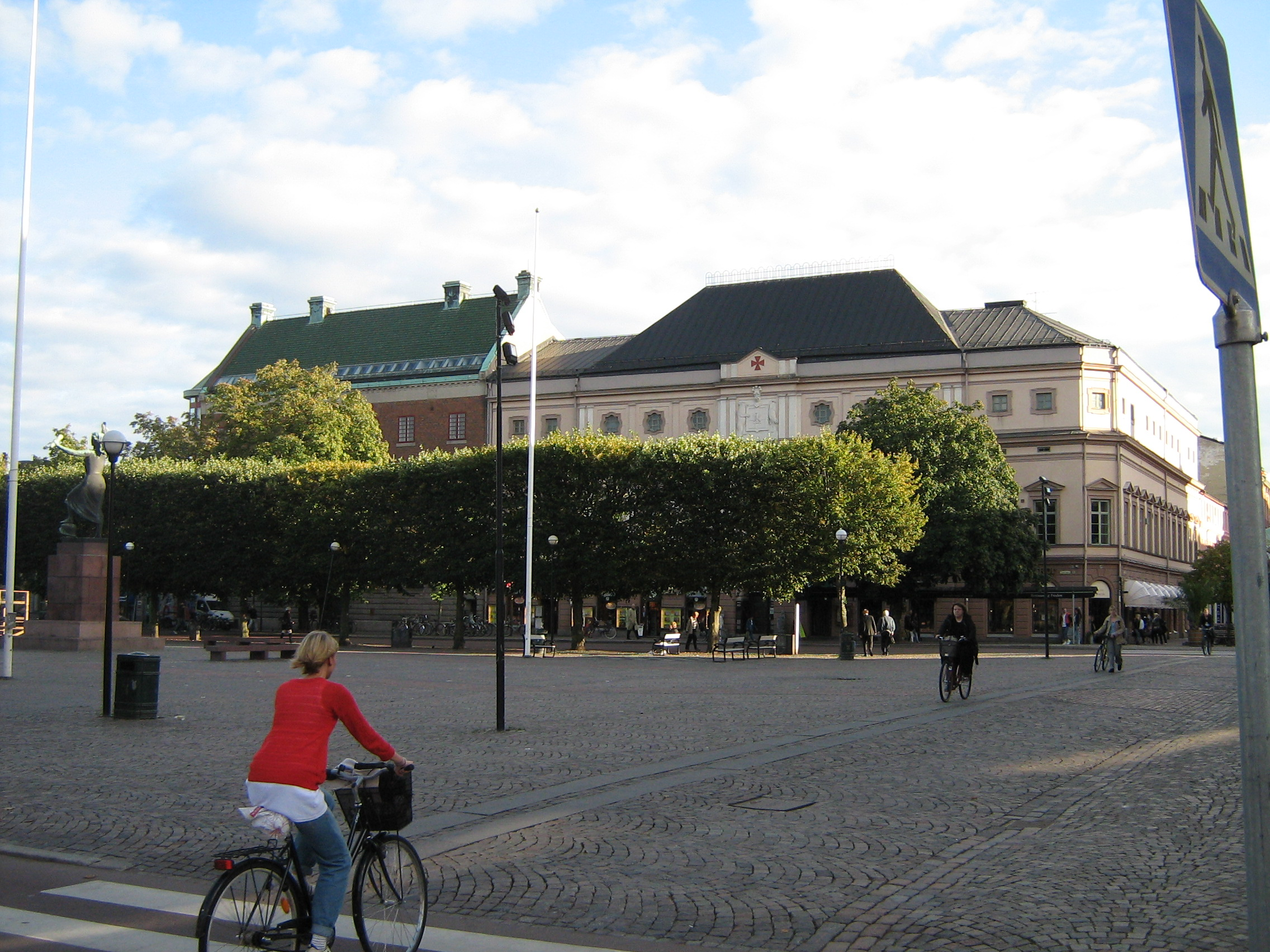
Wermlandsbanken und Freimaurerloge

Der Große Platz (Stora Torget) befindet sich im Zentrum von Karlstad und ist einer der größten in ganz Schweden. Er wurde nach dem großen Brand von 1865 angelegt, nachdem ein großer Teil der Stadt niedergebrannt war. Der Zweck bestand darin, zukünftig entstehende Brände aufzuhalten und zu verhindern.
Auf dem Platz steht das Freiheitsmonument des Bildhauers Ivar Johnsson. Die 1955 errichtete Statue bildet eine Frau ab, die ein zerbrochenes Schwert hochhält. Sie erinnert an die friedliche Auflösung der Schwedisch-Norwegischen Union 1905.
Das Restaurant Freden (Frieden) befindet sich in jenem Haus, in dem 1905 die Union zwischen Schweden und Norwegen friedlich aufgelöst wurde. Seit dem 2. Januar 1996 verkehren wieder alle Stadtbusse über den Großen Platz.

### Der Residenzplatz

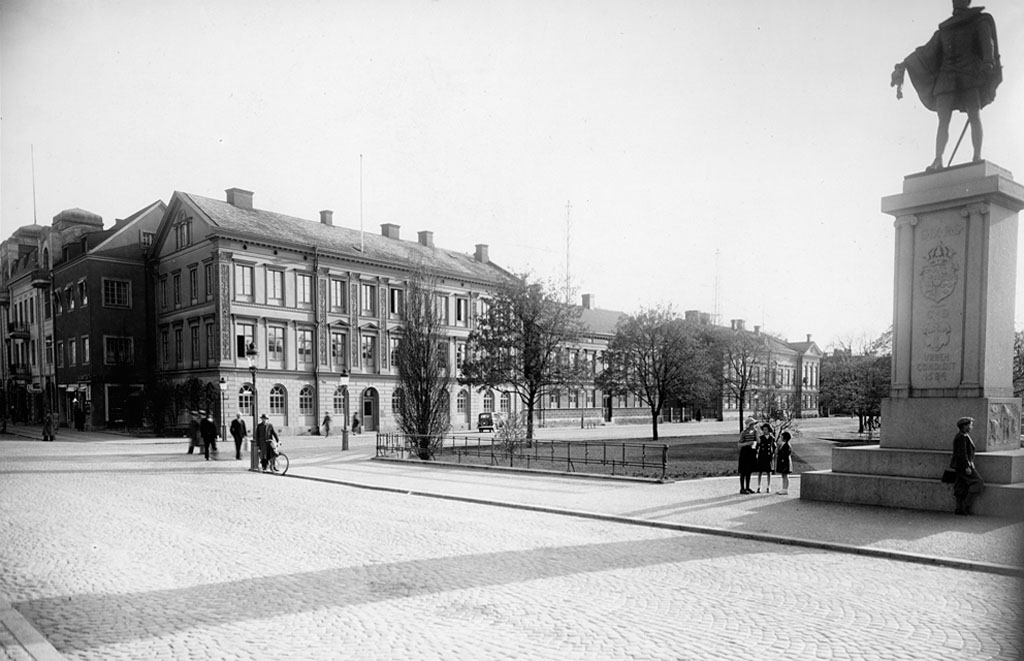
Residenstorget in den 1930er Jahren

Der Residenzplatz ist ein Platz mit langer Geschichte, der große Bedeutung für Karlstad hatte. Hier lag früher der städtische Hafen und Handelsplatz. Flussaufwärts stand die Eisenwaage, auf der das wärmländische Eisen gewogen und mit Abgaben belegt wurde. Für mehrere Jahrhunderte waren die Waagegebühren die primäre Einkommensquelle der Stadt. Der Residenzplatz war zur Jahrhundertwende 1900 mit Kopfsteinpflaster belegt. 1916 wurde eine Pflanzung angelegt mit Springbrunnen, Terrassen und Steinbalustrade. Zehn Jahre später wurde der Springbrunnen durch das neue Karl-IX.-Denkmal ersetzt. Der Platz hat im Laufe der Zeiten mehrere Namen, wie Hafenplatz, Salzplatz, Elfplatz und Topfplatz, getragen.
Die große Residenz wurde 1871 erbaut und ist die Wohnstätte des Gouverneurs. Die westliche Hauptfassade ist ein prachtvoller Blickfang. Das Gebäude war ursprünglich zwei Etagen hoch gebaut worden, aber erhielt 1921 bis 1931 eine dritte. Oberhalb des Eingangs befindet sich eine so genannte Herzogkrone, hergestellt in Karlstads Mechanischer Werkstatt.

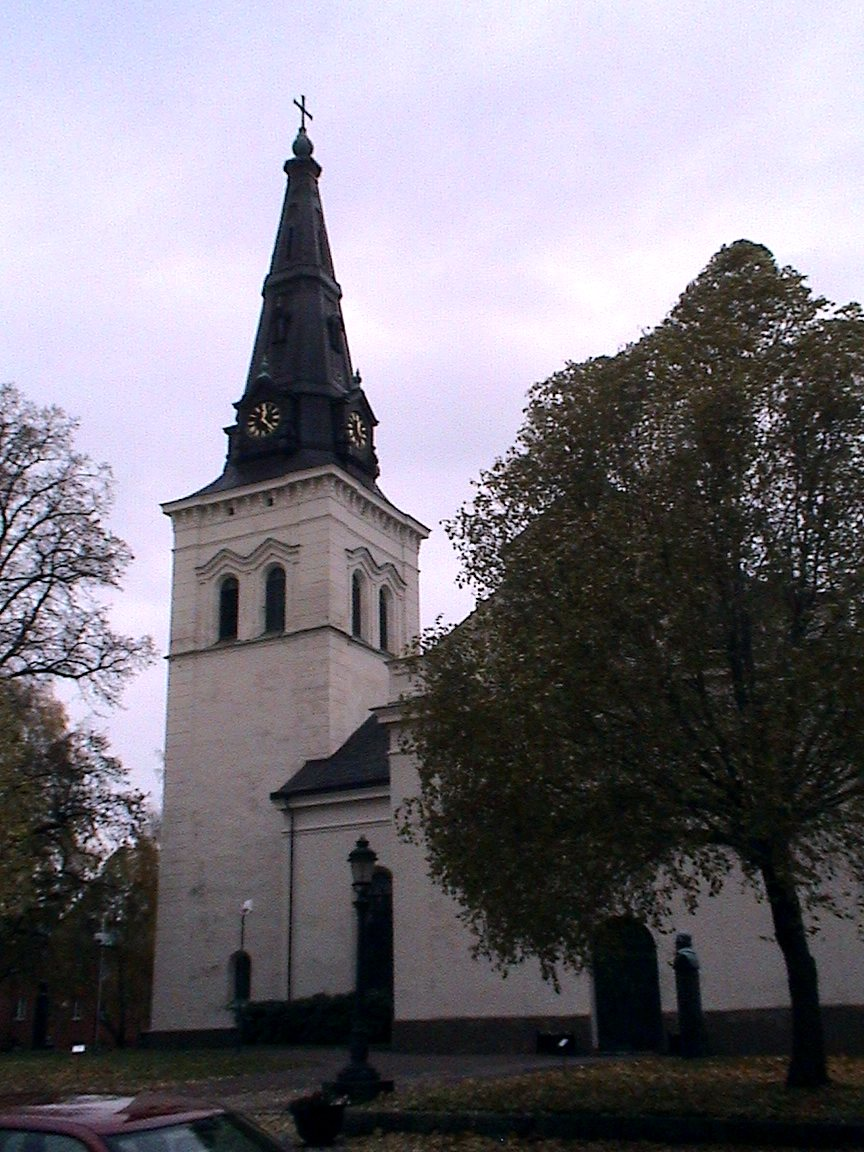
Der Dom zu Karlstad von Süden

### Domkirche
Karlstad ist Bischofssitz, der Dom zu Karlstad im Zentrum stammt aus dem 18. Jahrhundert. Die Domkirche (1730) an der Kungsgata ist vom letzten großen Feuer (1865) als fast einziges Gebäude verschont worden.

### Östra Bron und Klarälven

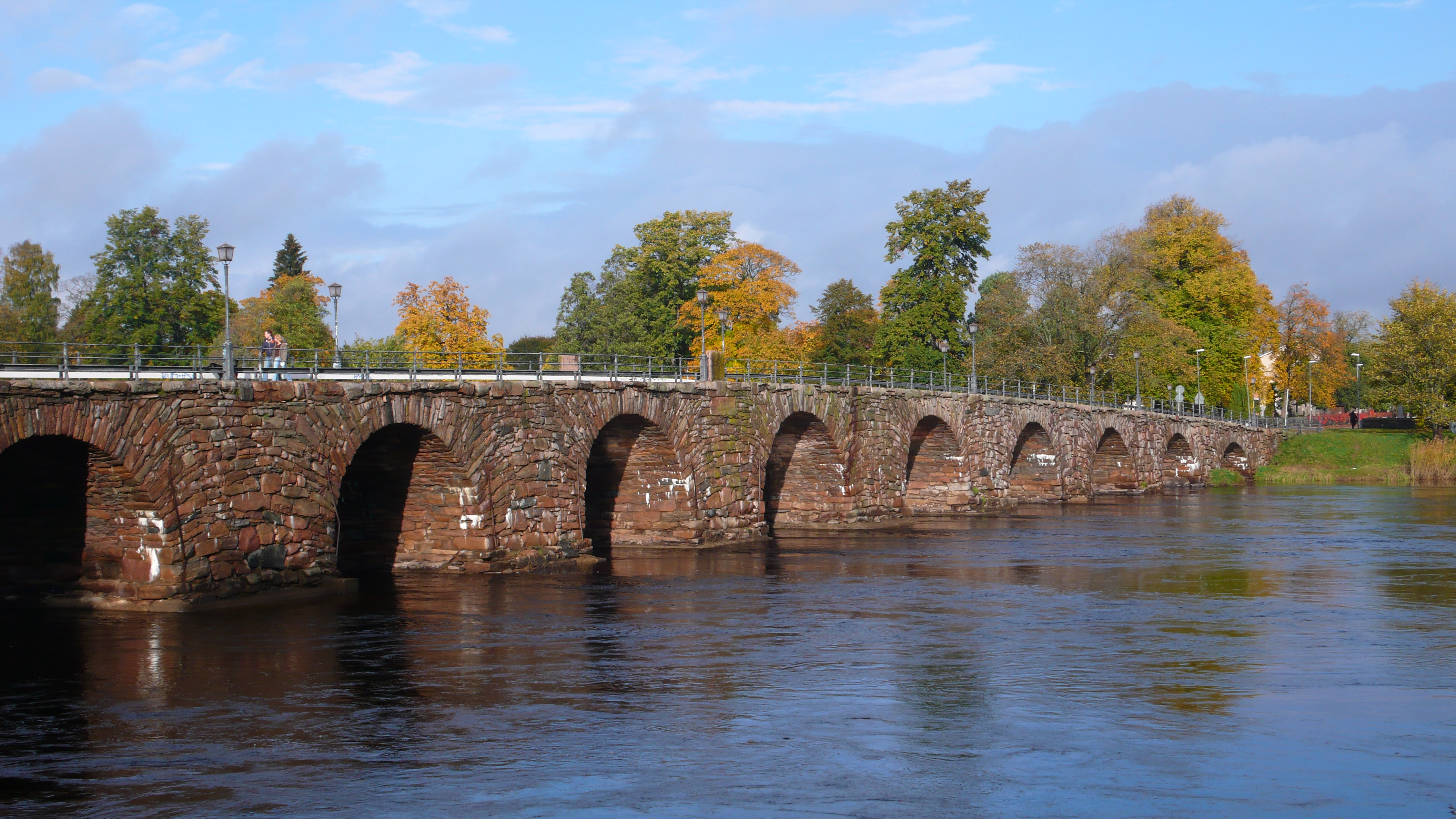
Östra Bron

Die Steinbrücke Östra Bron ist die längste ihrer Art in Schweden. Sie wurde zwischen 1761 und 1811 erbaut.
Im östlichen Flussarm des Klarälvens steht eine Reihe von elf sogenannten Duckdalben. Der Name Duckdalbe kommt vermutlich aus dem Holländischen; entweder von dem spanischen Kriegsherren Duc d’Albe, der die Konstruktion im Jahr 1584 zum Vertäuen der Kriegsschiffe vor der holländischen Küste benutzte oder von den holländischen Wörtern für tauchen und Pfahl. Duckdalben dienten in Fahrgewässern und Häfen zur Befestigung von Überführungen, Anlegern und anderen Konstruktionen. Im Klarälv wurden die Duckdalben jedoch beim Flößen benutzt. Zwischen den Duckdalben waren Stangen befestigt, um lose treibende Stämme in der Flussmitte zu halten. Vor der Zeit der Schleppdampfer wurden wahrscheinlich die Lastkähne an den Duckdalben vertäut, während sie darauf warteten, durch den Pramkanal geschleppt zu werden. Eine Duckdalbe besteht aus drei oder fünf tief in den Grund getriebenen Stämmen, die mit Eisenbolzen oder Eisenbändern zusammengehalten werden.
In den 1930er Jahren verloren die Stangen zwischen den Duckdalben ihre Funktion. Die Flöße wurden nun von den sogenannten Lustenschleppern gezogen und die Duckdalben verfielen allmählich. Heute werden die Duckdalben von der Stadt Karlstad als ein charakteristisches Merkmal im Stadtbild und als eine Erinnerung an die Bedeutung des Flusses als Transportweg erhalten.

### Sandgrundsudden
Die nach Norden gerichtete Landzunge, an der sich der Klarälven teilt, ist ein populärer Park mit Stränden, Terrassen und Wiesen. Auf dieser Halbinsel liegt auch das sehenswerte Värmland-Museum, in dem die Geschichte, Kultur und Kunst des Värmlands erkundet werden kann. Ebenfalls befindet sich auf der Halbinsel seit 2012 das Kunstmuseum Lars Lerin im ehemaligen Restaurant Sandgrundsudden.

### Der Schleppkahnkanal (Pråmkanalen)

#### Ein Kanal für Transporte
Über 120 Jahre wurde der Kanal für Frachten durch die Stadt genutzt. Auf diesem wurden Produkte wie Eisen, Kohle, Kalk, Holz, Massenprodukte und Papier zu und von den Werken entlang des Klarälven transportiert. Der Schleppkanal wurde im Laufe der Jahre 1835–38 nach einem Zeichnungsvorschlag von Nils Ericson erbaut. Der Kanal entstand während der großen Kanalbauzeit im 19. Jahrhundert, als das Wasser noch die bindende Verknüpfung zwischen Ortschaften war. Der Schleppkanal wurde ein Transportkorridor zwischen dem östlichen Zweig des Klarälvens und dem äußeren Hafen am Vänern. Über den Hafen gab es eine schnelle Verbindung mit Göteborg über den Trollhätta-Kanal, eingeweiht 1800, und mit der Ostsee über den Göta-Kanal, gebaut 1832.

#### Schleppkähne und andere Boote
Die Boote, die den Kanal bedienten, waren im Wesentlichen flachbodige Lastboote, Kähne oder zu Schleppbooten umgebaute Dampfschiffe. Die Kähne hießen Neptun, Schwan (Svan), Seetaucher (Lommen), Nützlich (Nyttig) und Klarastrom (Klarafors) und die Schleppboote Lachs (Laxen), Mölnbacka und Kraft. Auf dem Kanal verkehrten auch zum Teil Kleinboote. Flache Ruderboote (ekor), kombinierte Ruder- und Segelboote (snipor) und andere kleine Wasserfahrzeuge (farkostar) wurden entlang des Kanalstrandes gezogen.

#### Carlarnas Sluss

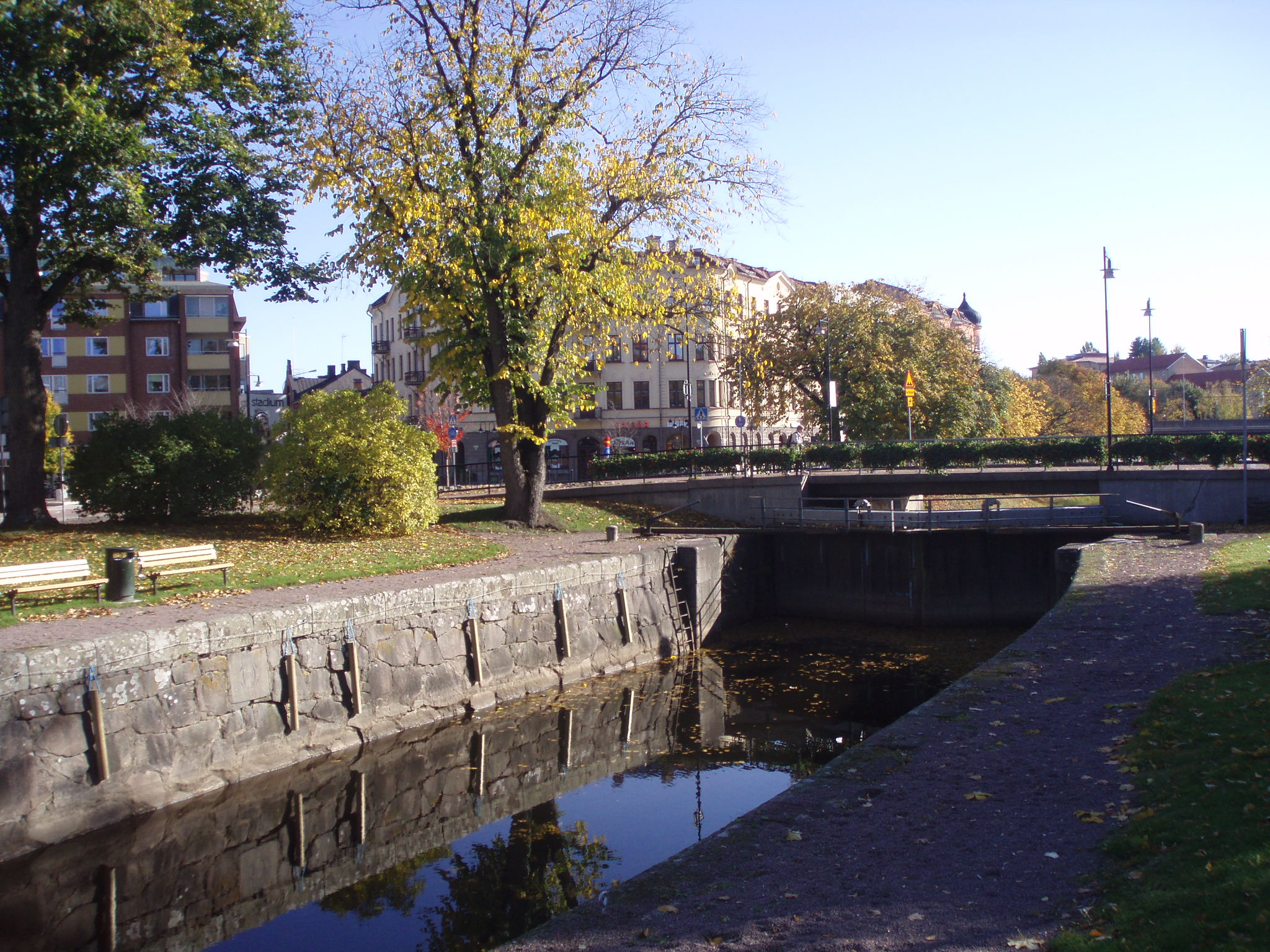
Carlarnas Sluss mit Blick auf den Stadtteil Haga

Die Schleuse Carlarnas Sluss wurde nach Herzog Karl, dem späteren König Karl IX., dem Gründer Karlstads, sowie dem damaligen König Karl XIV Johan benannt. Die beiden Siegel sind in die steinverkleideten Wände der Schleuse eingehauen. In dem Kanal befindet sich die Schleusenanlage, um auf das Niveau des Vänern herunterzukommen. Zur Steuerung der Schleusenanlage wurde ein Schleusenwärter angestellt. Täglich musste er den Wasserstand messen und dem Hafenmeister mitteilen. Die Schleusentore wurden mit der Hand aufgezogen und die Anzahl der Schleusungen variierten. An einigen Tagen schleuste man sieben bis acht Mal, an anderen Tagen kein einziges Mal. Das Schleusenwärterhäuschen (skussvakterstugan) steht verlassen am Rand des westlichen Ufers.

#### Die älteste städtische Parkanlage
Nachdem der Kanal gebaut war, wurden doppelreihig Bäume auf den Kanalbänken gepflanzt. Das Kanalufer mit seinen Alleen, das nunmehr die älteste Stadtparkanlage ist, war schon immer ein beliebter Spazierweg. Der Park wurde besonders Ende des 19. Jahrhunderts genutzt, als sich eine Brunnen- und Badeeinrichtung an der nördlichen Kanalmündung befand. Eisenreiches Wasser wurde in Flaschen unter dem Namen Karlstads Jernvatten verkauft.

#### Tyggårdsviken (Die Zeughausbucht)
Das Gebiet südwestlich des Kanals wird Tyggårdsviken genannt. Der Name verweist auf ein Zeughaus, das hier eingerichtet wurde, als Materialvorrat des Militärs, während des Krieges von Karl XII. gegen Norwegen. Während der Jahre 1840 bis 1880 wurden hier ein Lazarett und ein Landesgefängnis (länsfängelse) gebaut. Die Gebäude sind noch vorhanden und fungieren heute als Gymnasium sowie Hotel.

### Umgebung
Der familienfreundliche Mariebergsskogen bietet neben einem kleinen Vergnügungspark ein Freilichtmuseum mit vielen alten Gebäuden aus der Region.
Sehr beliebt während des Sommers, zum naturnahen Wandern, Spazierengehen, Segeln und Radfahren, ist die südlich liegende Insel Hammarö.
Ein herausragendes Gebäude ist das Geburtshaus des schwedischen Dichters Gustaf Fröding in Alster, drei Kilometer östlich von Karlstad und leicht über die E 18 zu erreichen.

## Sport

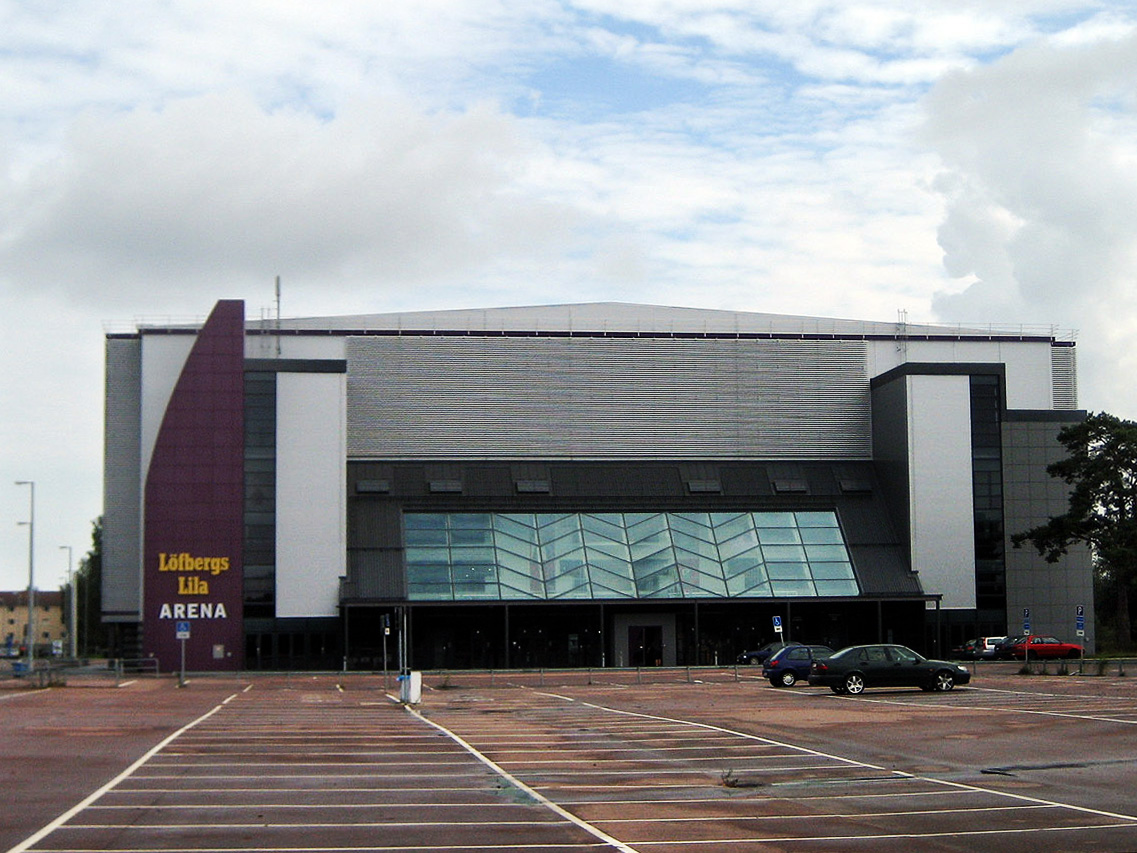
Das Eishockeystadion Löfbergs Lila-Arena

Vor allem im Wintersport behauptet sich Karlstad national und international. Die Eishockeymannschaft Färjestad BK und die Bandymannschaft BS BolticGöta und die Frauenmannschaft vom Västerstrands AIK haben für die Stadt in ihren jeweiligen Sportarten viele nationale Titel geholt. Färjestad trägt seine Heimspiele in der Löfbergs Lila Arena aus.
Die Fußballmannschaft Karlstad Bollklubb (KBK) spielt in der dritten, „Carlstad United“ (eine Union vieler Karlstader Fußballvereine) in der vierten schwedischen Liga. Karlstad ist außerdem der Hauptort der Rallye Schweden, die jährlich im Februar stattfindet und den derzeit einzigen auf Schnee ausgetragenen Lauf der Rallye-Weltmeisterschaft darstellt.
Vom 7. bis 15. Dezember 2012 fand in Karlstad die Curling-Europameisterschaft 2012 statt.
Der Hochsprungolympiasieger Stefan Holm lebt in Karlstad.
Die Carlstad Crusaders, ein schwedisches American-Football-Team, sind in Karlstad beheimatet.

## Städtepartnerschaften
| Partnerstädte Karlstads sind - Moss, Norwegen - Nokia, Finnland - Horsens, Dänemark - Blönduós, Island - Jõgeva, Estland, seit 1992 - Ljubljana, Slowenien, seit 2008 - Gaziantep, Türkei, seit 2008 |

## Persönlichkeiten

### In Karlstad geboren
- Gustaf Fröding (1860–1911), Dichter, in der Nähe von Karlstad geboren
- Theodor Mannborg (1861–1930), Orgelbauer, Mitglied der Königlich Schwedischen Musikakademie zu Stockholm
- Nils Ferlin (1898–1961), Dichter
- Mimi Pollak (1903–1999), Theater-, Filmschauspielerin und Regisseurin
- Zarah Leander (1907–1981), Schauspielerin und Sängerin
- Axel Johansson (1910–1983), Eisschnellläufer
- Gustaf Hedberg (1911–1957), Schauspieler
- Sten Rudholm (1918–2008), Justizkanzler und Reichsmarschall, Mitglied der Schwedischen Akademie
- Inger Sandberg (1930–2023), Schriftstellerin
- Lars Carlsson (1947–2024), Rallyefahrer
- Ann-Christine Hagberg (* 1948), Schwimmerin
- Per Carlén (* 1960), Handballspieler
- Peter Janson (* 1960), Jazz- und Improvisationsmusiker
- Ann-Louise Skoglund (* 1962), Leichtathletin
- Adam Alsing (1968–2020), Radio- und Fernsehmoderator
- Magnus Arvedson (* 1971), Eishockeyspieler
- Thomas Rhodin (* 1971), Eishockeyspieler
- Jenny Sjöwall (* 1971), Bogenschützin
- Ulrika Sjöwall (* 1971), Bogenschützin
- Martin Hederos (* 1972), Fusionmusiker (The Soundtrack of Our Lives, Tonbrucket)
- Hans Tikkanen (* 1985), Schachgroßmeister
- Emma Laine (* 1986), finnische Tennisspielerin
- Isabella Lundgren (* 1987), Jazzsängerin
- Oscar Carlén (* 1988), Handballspieler und -trainer
- Matts Olsson (* 1988), Skirennläufer
- Jonas Leandersson (* 1990), Orientierungsläufer
- Magnus Nygren (* 1990), Eishockeyspieler
- Mikaela Åhlin-Kottulinsky (* 1992), Automobilrennfahrerin
- Jonas Brodin (* 1993), Eishockeyspieler
- Oscar Klefbom (* 1993), Eishockeyspieler
- Oskar Brandt (* 1995), Biathlet
- Joel Eriksson Ek (* 1997), Eishockeyspieler
- Viktor Brandt (* 1999), Biathlet
- Hanna Aronsson Elfman (* 2002), Skirennläuferin
- Max Dahlin (* 2005), Tennisspieler

### Personen mit Bezug zur Stadt
- Thure Andersson (1907–1976), Ringer, starb in Karlstad
- Gustaf Bengtsson (1886–1965), Komponist und Musiker, lebte und wirkte von 1921 bis 1942 in Karlstad
- Mitglieder der Indie-Rock-Band Molotov Jive
- Mitglieder der Death-Metal-Band Vomitory